# Anquilossauro
Ankylosaurus (em português Anquilossauro do grego significando "lagarto fundido") é um gênero de dinossauro encouraçado herbívoro que viveu durante o final do período Cretáceo, no território que corresponde hoje à América do Norte. Trata-se de um gênero monotípico descoberto em 1908 por Barnum Brown, cuja única espécie e tipo, é denominada Ankylosaurus magniventris. O nome do gênero vem do grego significa "lagarto fundido" ou "lagarto curvo", e o nome específico significa "grande barriga". Um punhado de espécimes foi escavado até agora, mas um esqueleto completo não foi descoberto. Embora outros membros do clado Ankylosauria sejam representados por um material fóssil mais extenso, o Ankylosaurus é frequentemente considerado o membro arquetípico de seu grupo, apesar de ter algumas características incomuns. Estes animais pesavam entre 7 a 9 ton e mediam cerca de 9 m de comprimento e 2 m de altura.
Possivelmente o maior anquilossaurídeo conhecido, estima-se que o Anquilossauro tenha entre 6 e 8 metros de comprimento e tenha pesado entre 4,8 e 8 toneladas. Era quadrúpede, com um corpo largo e robusto. Tinha um crânio largo e baixo, com dois chifres apontando para trás na parte de trás da cabeça, e dois chifres abaixo destes que apontavam para trás e para baixo. Ao contrário de outros anquilossauros, suas narinas estavam voltadas para os lados e não para a frente. A parte da frente das mandíbulas estava coberta por um bico, com fileiras de pequenos dentes em forma de folha mais atrás. Ele estava coberto de placas de armadura, ou osteodermas, com meio-anéis ósseos cobrindo o pescoço, e tinha um grande porrete na ponta de sua cauda. Ossos do crânio e outras partes do corpo foram fundidos, aumentando sua força, e essa característica é a fonte do nome do gênero.
O Ankylosaurus é um membro da família Ankylosauridae, e seus parentes mais próximos parecem ser o Anodontosaurus e o Euoplocephalus. Acredita-se que o anquilossauro seja um animal lento, capaz de fazer movimentos rápidos quando necessário. Considera-se que a clava em sua cauda tenha sido usado na defesa contra predadores ou em competição intraespecífica. O anquilossauro foi encontrado nas formações Hell Creek, Lance, Scollard, Frenchman e Ferris, mas parece ter sido raro em seu ambiente. Embora tenha vivido ao lado de outro anquilossauro nodosaurídeo, seus intervalos e nichos ecológicos não parecem ter se sobreposto, e o anquilossauro pode ter habitado áreas de planalto. Também viveu ao lado de dinossauros como Tyrannosaurus, Triceratops e Edmontosaurus.

## História da descoberta

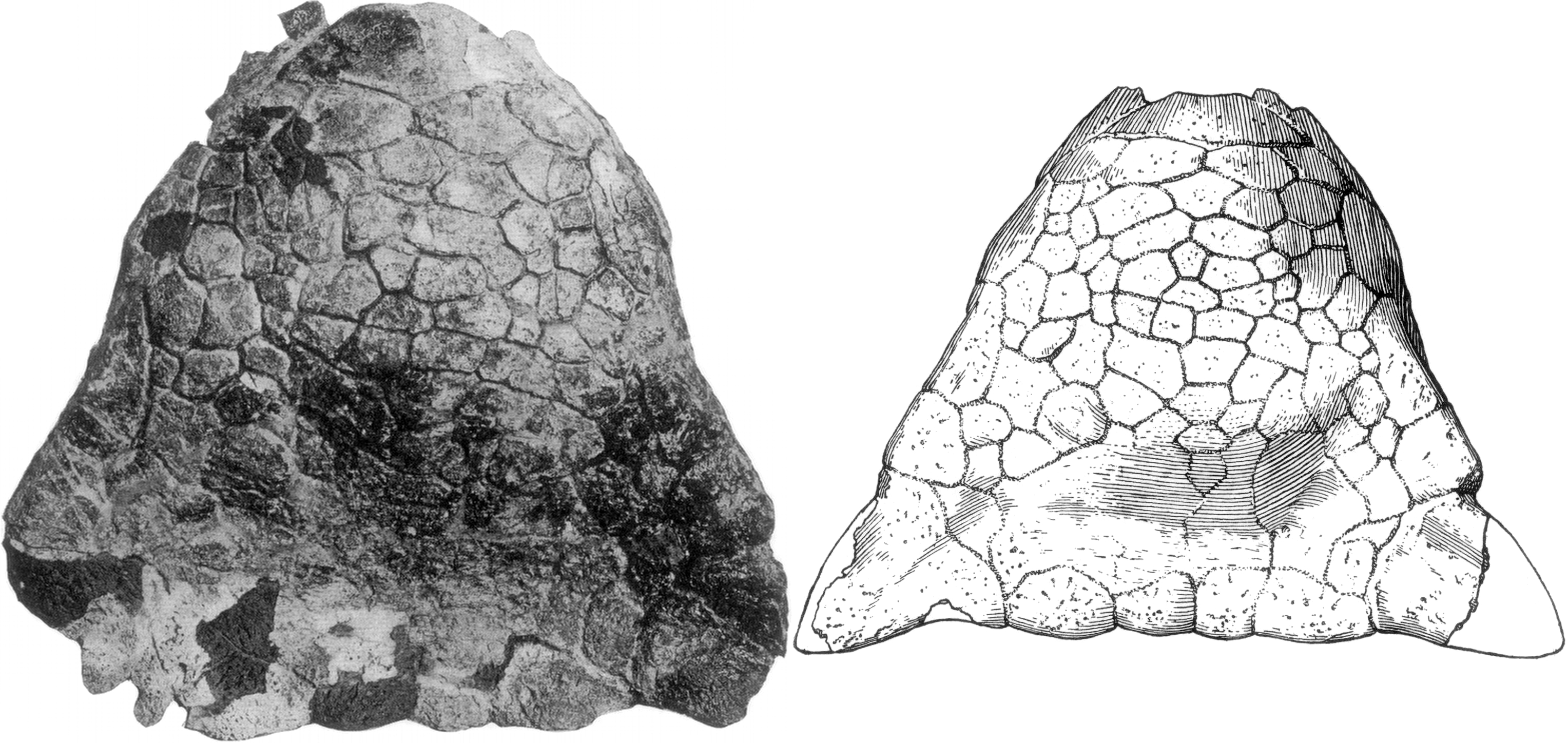
Crânio do holótipo AMNH 5895 e diagrama de reconstrução do mesmo

Em 1906, uma expedição do Museu Americano de História Natural liderada pelo paleontólogo americano Barnum Brown descobriu o espécime-tipo do Ankylosaurus magniventris (AMNH 5895) na Formação Hell Creek, perto de Gilbert Creek, Montana. O espécime (encontrado pelo coletor Peter Kaisen) consistia na parte superior de um crânio, dois dentes, parte da cintura escapular, vértebras cervicais, dorsais e caudais, costelas e mais de trinta osteodermas (placas de armadura). Brown descreveu cientificamente o animal em 1908; o nome do gênero é derivado das palavras gregas αγκυλος ankulos ('dobrado' ou 'torto'), referindo-se ao termo médico anquilose, a rigidez produzida pela fusão de ossos no crânio e no corpo e σαυρος sauros ('lagarto'). O nome pode ser traduzido como "lagarto fundido", "lagarto rígido" ou "lagarto curvo". O nome da espécie-tipo magniventris é derivado do latim: magnus ('grande') e do latim: ventre ('barriga'), referindo-se à grande largura do corpo do animal.

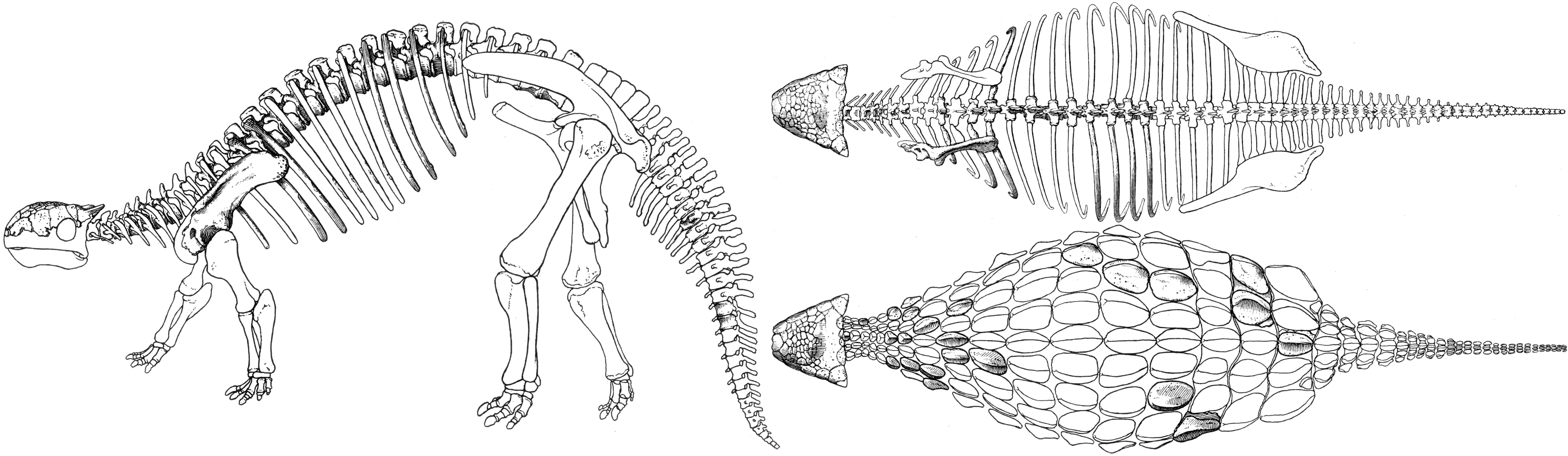
Reconstrução do esqueleto de 1908 do holótipo, com partes ausentes restauradas após Stegosaurus

A reconstrução do esqueleto que acompanha a descrição de 1908 restaurou as partes ausentes de uma forma semelhante ao Stegosaurus, e Brown comparou o resultado ao extinto mamífero blindado Glyptodon. Em contraste com as representações modernas, a reconstrução semelhante a um estegossauro de Brown mostrou membros dianteiros robustos, costas fortemente arqueadas, uma pelve com pontas projetando-se para a frente do ílio e do púbis, bem como uma cauda curta e inclinada sem uma clava de cauda, que era desconhecida na época. Brown também reconstruiu as placas da armadura em fileiras paralelas descendo nas costas; esse arranjo era puramente hipotético. A reconstrução de Brown tornou-se altamente influente e as restaurações do animal baseadas em seu diagrama foram publicadas ainda na década de 1980. Em uma revisão de 1908 da descrição do Ankylosaurus de Brown, o paleontólogo americano Samuel Wendell Williston criticou a reconstrução do esqueleto como sendo baseada em poucos vestígios e afirmou que o Ankylosaurus era apenas um sinônimo do gênero Stegopelta, que Williston havia nomeado em 1905. Williston também afirmou que uma reconstrução do esqueleto do Polacanthus, pelo paleontólogo húngaro Franz Nopcsa, era um exemplo melhor de como os anquilossauros teriam aparecido em vida. A afirmação de sinonímia não foi aceita por outros pesquisadores, e os dois gêneros agora são considerados distintos.
Brown coletou 77 osteodermas enquanto escavava um espécime de tiranossauro na Formação Lance de Wyoming em 1900. Ele mencionou esses osteodermas (espécime AMNH 5866) em sua descrição do anquilossauro, mas pensou que pertenciam ao tiranossauro que estava escavando. O paleontólogo Henry Fairfield Osborn também expressou essa opinião quando descreveu o espécime de Tyrannosaurus como o gênero então sinônimo do mesmo, Dynamosaurus, em 1905. Exames mais recentes mostraram que eles são semelhantes aos do Ankylosaurus; parece que Brown os comparou com alguns osteodermas do Euoplocéfalo, que haviam sido erroneamente catalogados como pertencentes ao Anquilossauro no Museu Americano de História Natural.

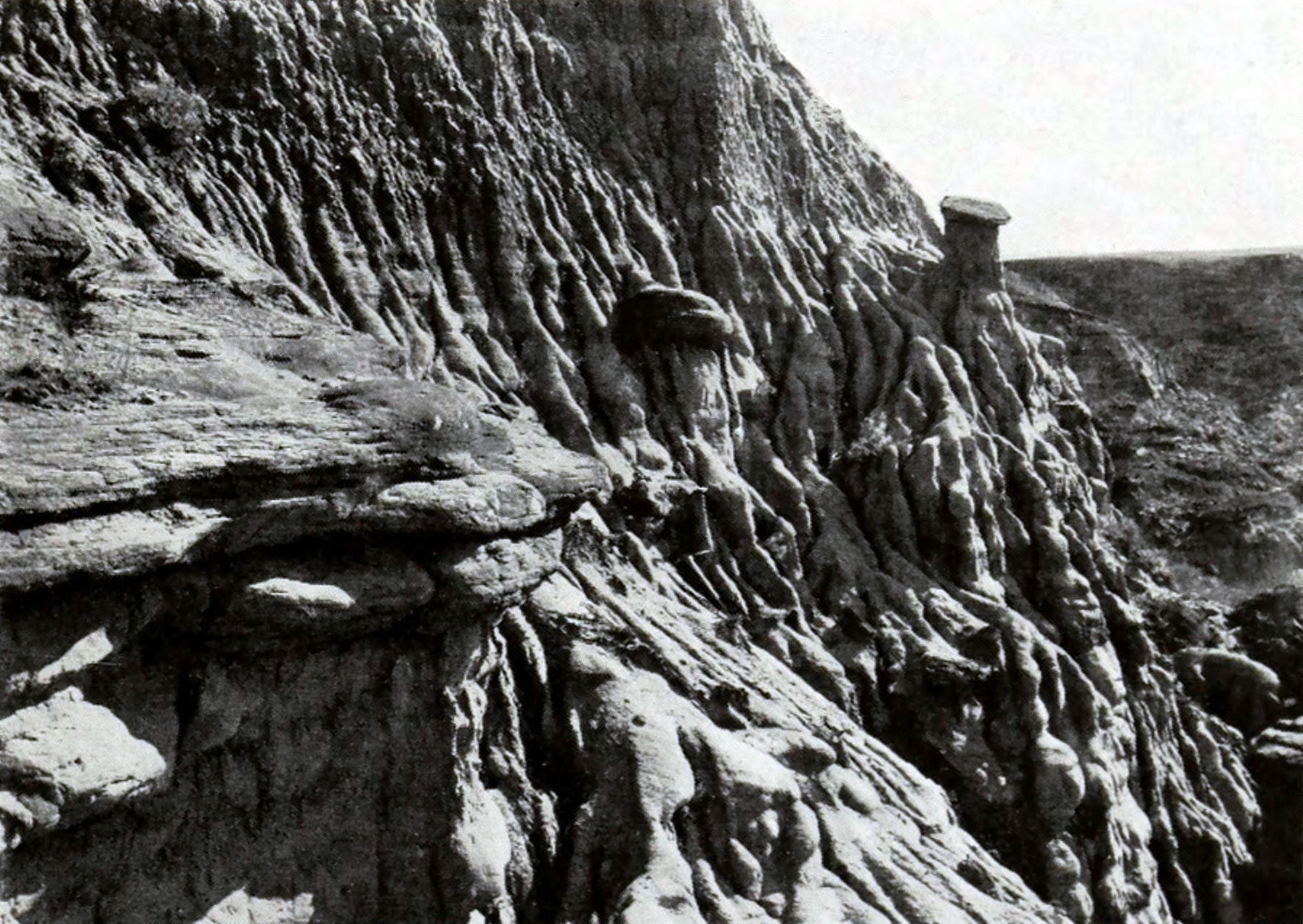
Escavação de AMNH 5214 (centro, acima da picareta), 1910

Em 1910, outra expedição MAHN liderada por Brown descobriu um espécime de Ankylosaurus (AMNH 5214) na Formação Scollard perto do Rio Red Deer em Alberta, Canadá. Este espécime incluía um crânio completo, mandíbulas, o primeiro e único clube da cauda conhecido deste gênero, bem como costelas, vértebras, ossos dos membros e armadura. Em 1947, os coletores de fósseis americanos Charles M. Sternberg e T. Potter Chamney coletaram um crânio e uma mandíbula (espécime CMN 8880, anteriormente NMC 8880), um quilômetro ao norte de onde o espécime de 1910 foi encontrado. Este é o maior crânio conhecido do Ankylosaurus, mas está danificado em alguns lugares. Uma seção de vértebras caudais (espécime CCM V03) foi descoberta na década de 1960 na drenagem do Rio Powder, Montana, parte da Formação Hell Creek. Além desses cinco espécimes incompletos, muitos outras osteodermas e dentes isolados foram encontrados.
Em 1990, o paleontólogo americano Walter P. Coombs apontou que os dentes de dois crânios atribuídos ao A. magniventris diferiam daqueles do espécime holótipo em alguns detalhes, e embora ele expressasse uma "tentação atenciosa" de nomear uma nova espécie de anquilossauro para esses, ele se absteve de fazê-lo, pois a gama de variação nas espécies não estava completamente documentada. Ele também levantou a possibilidade de que os dois dentes associados ao holótipo do espécime talvez não pertencessem a ele, visto que foram encontrados em matriz dentro das câmaras nasais. O paleontólogo americano Kenneth Carpenter aceitou os dentes como pertencentes a A. magniventris em 2004, e que todos os espécimes pertenciam à mesma espécie, observando que os dentes de outros anquilossauros são altamente variáveis.

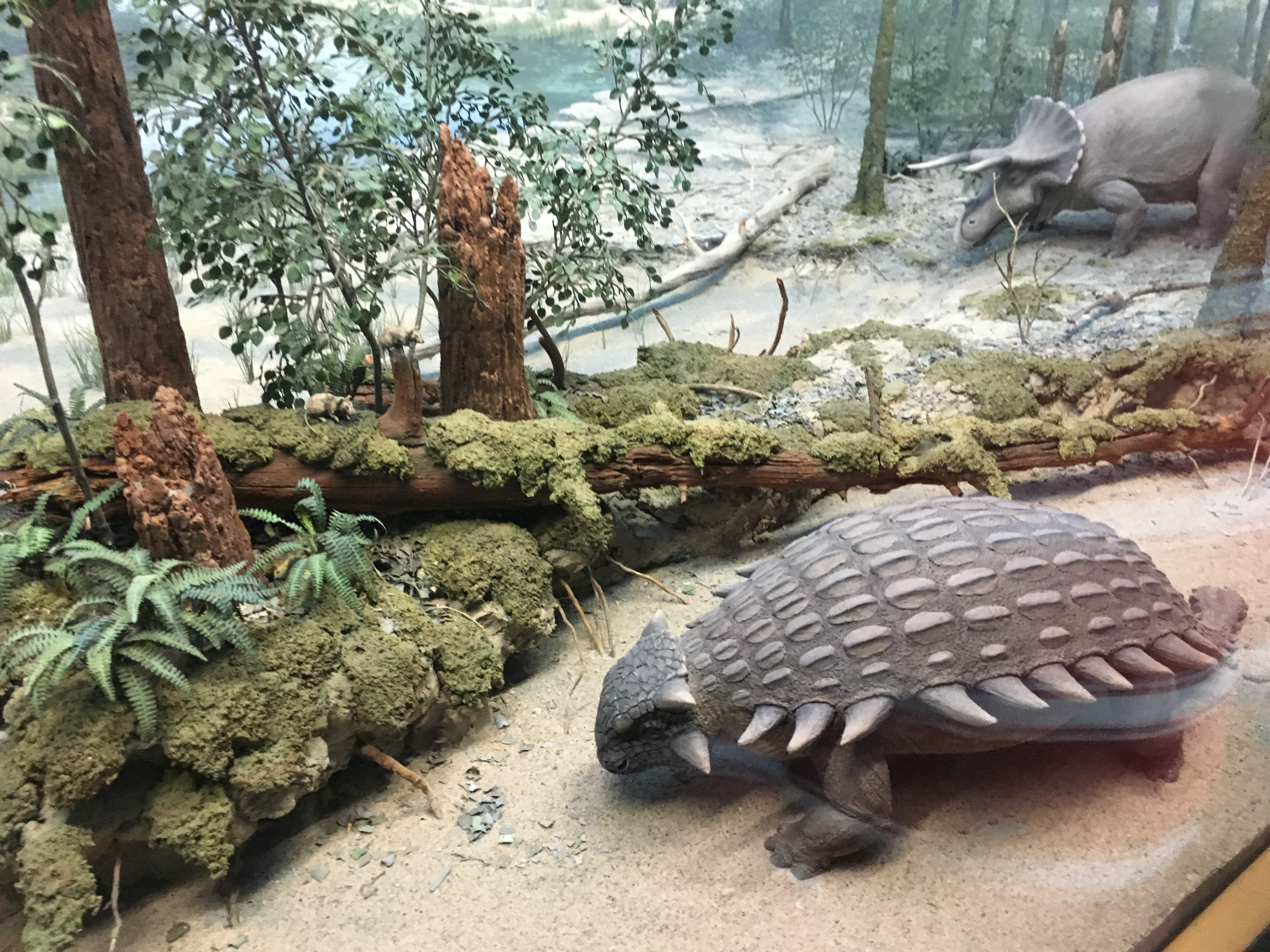
Réplica da Feira Mundial de 1964 Ankylosaurus (observe os picos e a cauda arrastada), Royal Alberta Museum

A maioria dos espécimes de Ankylosaurus conhecidos não foram descritos cientificamente em detalhes, embora vários paleontólogos planejassem fazê-lo até Carpenter redescrever o gênero em 2004. Carpenter observou que o Ankylosaurus se tornou o membro arquetípico de seu grupo, e o dinossauro do grupo mais conhecido na cultura popular, talvez devido a uma reconstrução em tamanho real do animal apresentado na Feira Mundial de 1964 na cidade de Nova Iorque. Essa escultura, bem como o mural de 1947 do artista americano Rudolph Zallinger The Age of Reptiles e outras representações populares posteriores, mostravam o Ankylosaurus com uma clava na cauda, seguindo a primeira descoberta desta parte do corpo do animal em 1910. Apesar de sua familiaridade, é conhecido por muito menos vestígios do que seus parentes mais próximos. Em 2017, os paleontólogos canadenses Victoria M. Arbor e Jordan Mallon redescreveram o gênero à luz das novas descobertas de anquilossauros, incluindo elementos do holótipo que não haviam sido mencionados anteriormente na literatura (como partes do crânio e do colo do útero meias argolas). Eles concluíram que, embora o anquilossauro seja icônico e o membro mais conhecido de seu grupo, era bizarro em comparação com anquilossauros aparentados e, portanto, não representativo do grupo.
Muitas representações populares tradicionais mostram o Ankylosaurus em uma postura agachada e com uma enorme clava de cauda sendo arrastada pelo chão. As reconstruções modernas mostram o animal com uma postura mais ereta dos membros e com a cauda fora do chão. Da mesma forma, grandes espinhos que se projetam lateralmente do corpo (semelhantes aos dos anquilossauros nodosaurídeos) estão presentes em muitas representações tradicionais, mas não são conhecidos do próprio Ankylosaurus. A armadura deste foi frequentemente confundida com a do Edmontonia (anteriormente conhecida como Palaeoscincus); além do Ankylosaurus ser retratado com pontas, Edmontonia também foi retratado com uma clava de cauda semelhante ao Ankylosaurus (uma característica que os nodossauros não tinham), incluindo em um mural do artista americano Charles R. Knight de 1930.

## Descrição

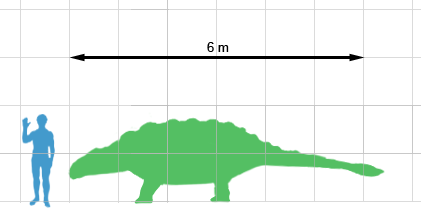
Comparação entre tamanho de um anquilossauro e um homem adulto (1m80)

O anquilossauro tinha o corpo totalmente protegido por uma armadura, sendo que a única parte vulnerável do seu corpo era a barriga. A ponta de sua cauda tinha uma espécie de clava óssea, cujos golpes poderiam facilmente quebrar a perna de grandes predadores. Essa carapaça nas costas é comum a todos os dinossauros da família Ankylosauridae.
O gênero Ankylosaurus foi o maior dinossauro anquilossaurídeo conhecido. Em 2004, Carpenter estimou que o indivíduo com o maior crânio conhecido (espécime CMN 8880), com 64,5 centímetros de comprimento e 74,5 cm de largura, era cerca de 6,25 m de comprimento e tinha uma altura de quadril de cerca de 1,7 m. O menor crânio conhecido (amostra AMNH 5214) tem 55,5 cm de comprimento e 64,5 cm de largura, e Carpenter estimou que media cerca de 5,4 m de comprimento e cerca de 1,4 m de altura nos quadris. O paleontólogo americano Roger B. J. Benson e seus colegas estimaram o peso do AMNH 5214 em 4,78 toneladas em 2014.
Em 2017, com base em comparações com outros membros de Ankylosaurinae mais completos, Arbor e Mallon estimaram um comprimento de 7,56 a 9,99 m para o espécime CMN 8880 e 6,02 a 7,95 m para AMNH 5214. Embora este último seja o menor espécime de Akylosaurus, seu crânio ainda é maior do que o de qualquer outro membro da mesma família. Alguns outros anquilossauros atingiram cerca de 6 m de comprimento. Como as vértebras de AMNH 5214 não são significativamente maiores do que as de outros dinossauros da mesma subfamília, Arbor e Mallon consideraram sua estimativa de alcance superior de quase 10 metros para os maiores representantes do gênero muito longa e sugeriram um comprimento de 8 m. Arbor e Mallon estimaram um peso de 4,78 t para AMNH 5214, e provisoriamente estimaram o peso de CMN 8880 em 7,95 t.

### Crânio

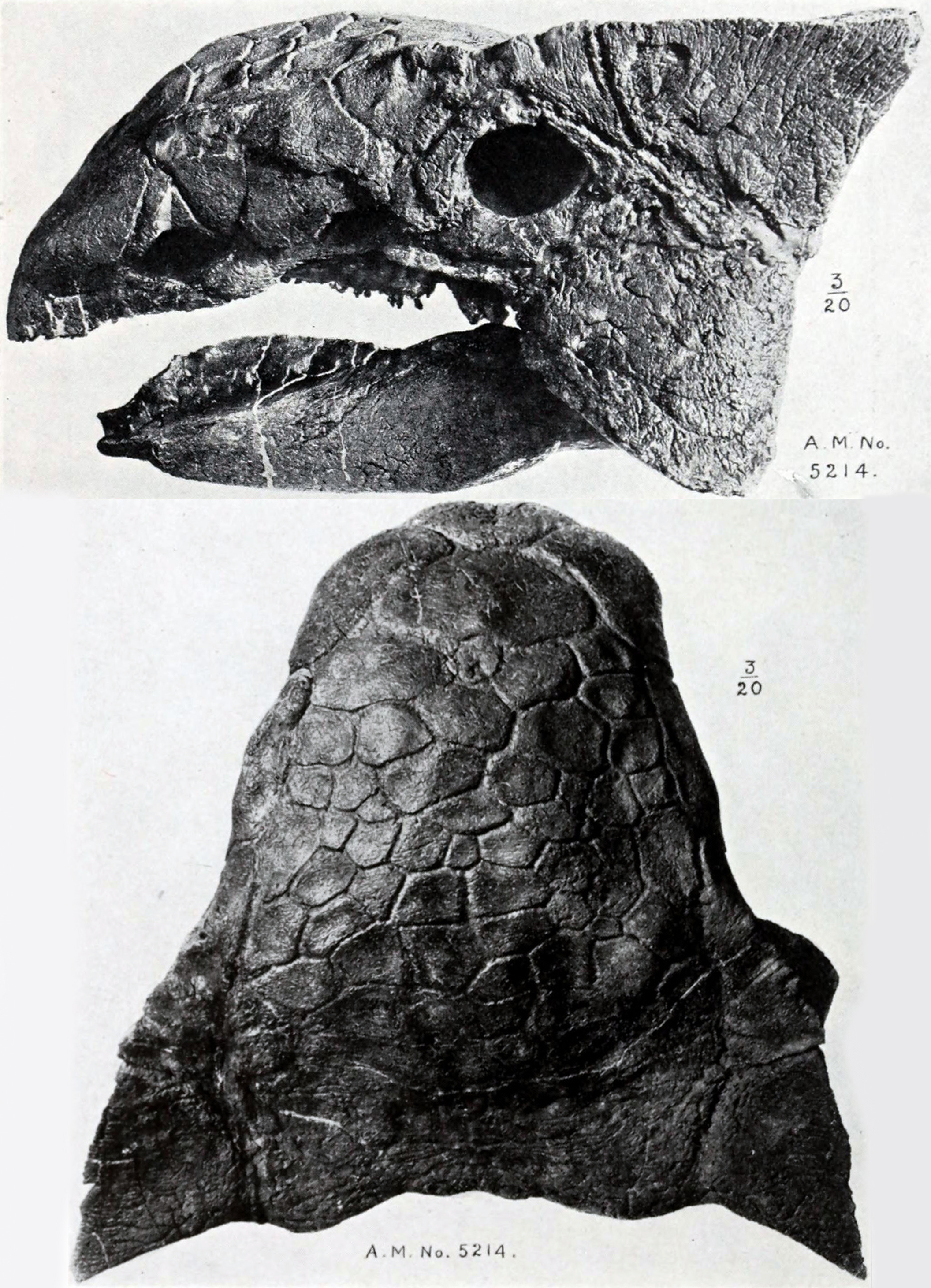
Crânio (AMNH 5214) de lado e acima

Os três crânios de Ankylosaurus conhecidos diferem em vários detalhes; acredita-se que isso seja o resultado da tafonomia (mudanças que acontecem durante a decomposição e fossilização dos restos mortais) e variação individual. O crânio era baixo e de formato triangular, e mais largo do que comprido; a parte de trás do crânio era larga e ligeiramente mais baixa. O crânio tinha um bico largo no pré-maxilar. As órbitas eram quase redondas a ligeiramente ovais e não ficavam voltadas diretamente para os lados porque o crânio se estreitava para a frente. A caixa craniana era curta e robusta, como em outros anquilossaurídeos. As cristas acima das órbitas se fundiram nos chifres escamosos superiores (sua forma foi descrita como "piramidal"), que apontavam para os lados da parte de trás do crânio. A crista e o chifre eram provavelmente elementos separados originalmente, como visto nos relacionados Pinacosaurus e Euoplocephalus. Abaixo dos chifres superiores, os chifres jugal estavam presentes, que apontavam para trás e para baixo. Os chifres podem ter sido originalmente osteodermas que se fundiram ao crânio. A ornamentação craniana em forma de escamas nas superfícies dos crânios dos anquilossauros é chamada de "caputegulo" e foi o resultado da remodelação do próprio crânio. Isso obliterou as suturas entre os elementos do crânio, o que é comum para anquilossauros adultos. O padrão do caputegulo do crânio foi variável entre os espécimes, embora alguns detalhes sejam compartilhados. Os caputegulos são nomeados de acordo com sua posição no crânio, e aqueles do Ankylosaurus incluem o nasal hexagonal (ou em forma de diamante) de tamanho relativamente grande na frente do focinho entre as narinas, bem como caputegulo loreal, encontrando em cada lado do crânio, o caputegulo supraorbital anterior e posterior acima de cada órbita e o caputegulo nucal, em forma de crista na parte posterior do crânio.
A região do focinho do anquilossauro era única entre os membros de sua família e havia sofrido uma transformação "extrema" em comparação com seus parentes. O focinho era arqueado e truncado na frente, e as narinas eram elípticas e direcionadas para baixo e para fora, ao contrário de todos os outros anquilossaurídeos conhecidos, onde se voltavam indiretamente para a frente ou para cima. Além disso, as narinas não eram visíveis de frente porque os seios paranasais foram expandidos para os lados dos ossos do pré-maxilar, em uma extensão maior do que a observada em outros anquilossauros. Grandes caputegulos loreais — osteodermas laterais do focinho em forma de faixa — cobriam completamente a abertura alargada das narinas, dando uma aparência bulbosa. As narinas também tinham um septo intranariforme, que separava a passagem nasal do seio. Cada lado do focinho tinha cinco seios paranasais, quatro dos quais se expandiam para o osso da maxila. As cavidades nasais (ou câmaras) do Ankylosaurus eram alongadas e separadas por um septo na linha média, que dividia a parte interna do focinho em duas metades espelhadas. As câmaras nasais tinham duas aberturas, incluindo as coanas (narinas internas), e a passagem de ar era em loop. A maxila se expandiu para os lados, dando a impressão de uma protuberância, que pode ser devido aos seios da face internos. A maxila tinha uma crista que pode ter sido o local de fixação das bochechas carnudas; a presença de bochechas em ornitísquios é controversa, mas alguns nodossauros tinham placas de armadura que cobriam a região da bochecha, que podem ter sido incrustadas na carne.

### Esqueleto

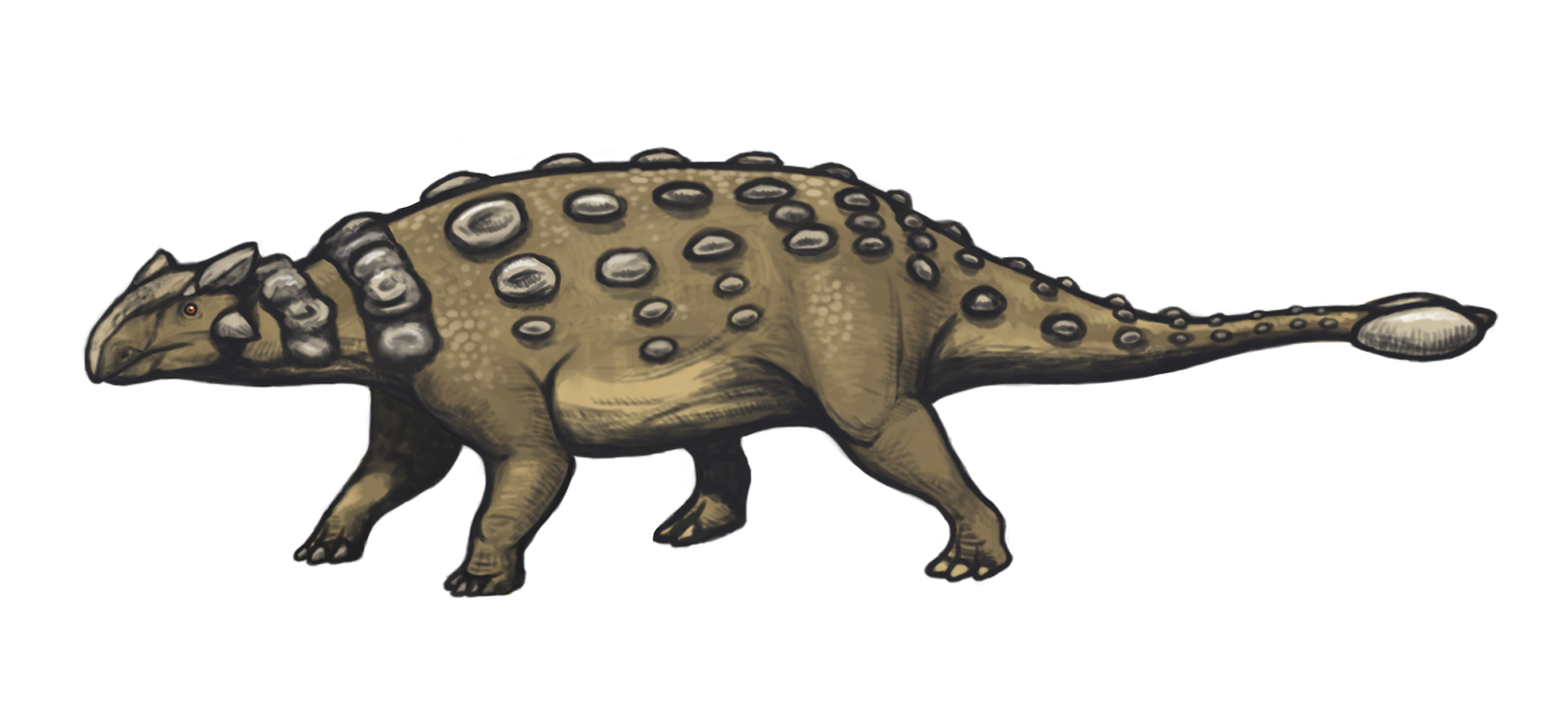
Representação artística

A estrutura de grande parte do esqueleto do anquilossauro, incluindo a maior parte da pelve, cauda e pés, ainda é desconhecida. Era quadrúpede e seus membros posteriores eram mais longos que os anteriores. Na amostra do holótipo, a escápula (escápula) mede 61,5 cm de comprimento e foi fundida com o coracoide (um osso retangular conectado à extremidade inferior da escápula). Ele também tinha enteses (tecido conjuntivo) para várias inserções musculares. O úmero (osso do braço) do AMNH 5214 era curto, muito largo e com cerca de 54 cm de comprimento. O fêmur (osso da coxa), também do holótipo AMNH 5214, tinha 67 cm de comprimento e era muito robusto. Embora os pés do anquilossauro não sejam completamente conhecidos, os pés traseiros provavelmente teriam três dedos, como é o caso dos anquilossaurídeos avançados.
As vértebras cervicais tinham espinhas neurais largas que aumentavam de altura em direção ao corpo. A parte frontal das espinhas neurais tinha enteses bem desenvolvidas, o que era comum entre os dinossauros adultos, e indica a presença de grandes ligamentos, que ajudavam a sustentar a cabeça maciça. As vértebras dorsais tinham centros (ou corpos) curtos em relação à largura e suas espinhas neurais eram curtas e estreitas. As vértebras dorsais eram bem espaçadas, o que limitava o movimento descendente das costas. As espinhas neurais tinham tendões ossificados (transformados em ossos), que também se sobrepunham a algumas das vértebras. As costelas das últimas quatro vértebras posteriores fundiam-se às diapófises e parapófises (as estruturas que articulavam as costelas com as vértebras), e a caixa torácica era muito larga nessa parte do corpo. As vértebras caudais tinham centros ligeiramente anfibólicos, o que significa que eram côncavos em ambos os lados.

### Armadura

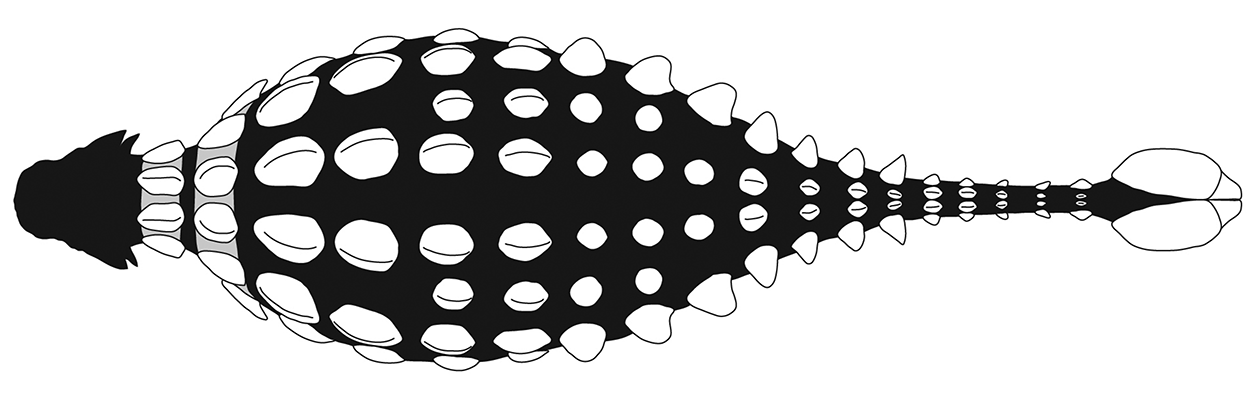
Arranjo de armadura como sugerido por Arbour e Mallon, 2017

Uma característica proeminente do Anquilossauro era sua armadura, consistindo de botões e placas de osso conhecidos como osteodermas, ou escudos, embutidos na pele. Estes não foram encontrados em articulação, de modo que sua localização exata no corpo é desconhecida, embora possam ser feitas inferências com base em animais relacionados, e várias configurações foram propostas. As osteodermas variavam de 1 centímetro de diâmetro a 35,5 cm de comprimento e variavam em forma. Eram geralmente de paredes finas e ocas na parte inferior. Comparado ao Euoplocephalus, as osteodermas do Ankylosaurus eram mais lisas. Muitas destas e ossículos menores provavelmente ocuparam o espaço entre as maiores, como em outros anquilossaurídeos. As osteodermas que cobriam o corpo eram muito planas, embora com uma quilha baixa em uma margem. Em contraste, o nodosaurídeo Edmontonia tinha quilhas altas que se estendiam de uma margem a outra na linha média de suas osteodermas. O anquilossauro tinha algumas menores com uma quilha na linha média.

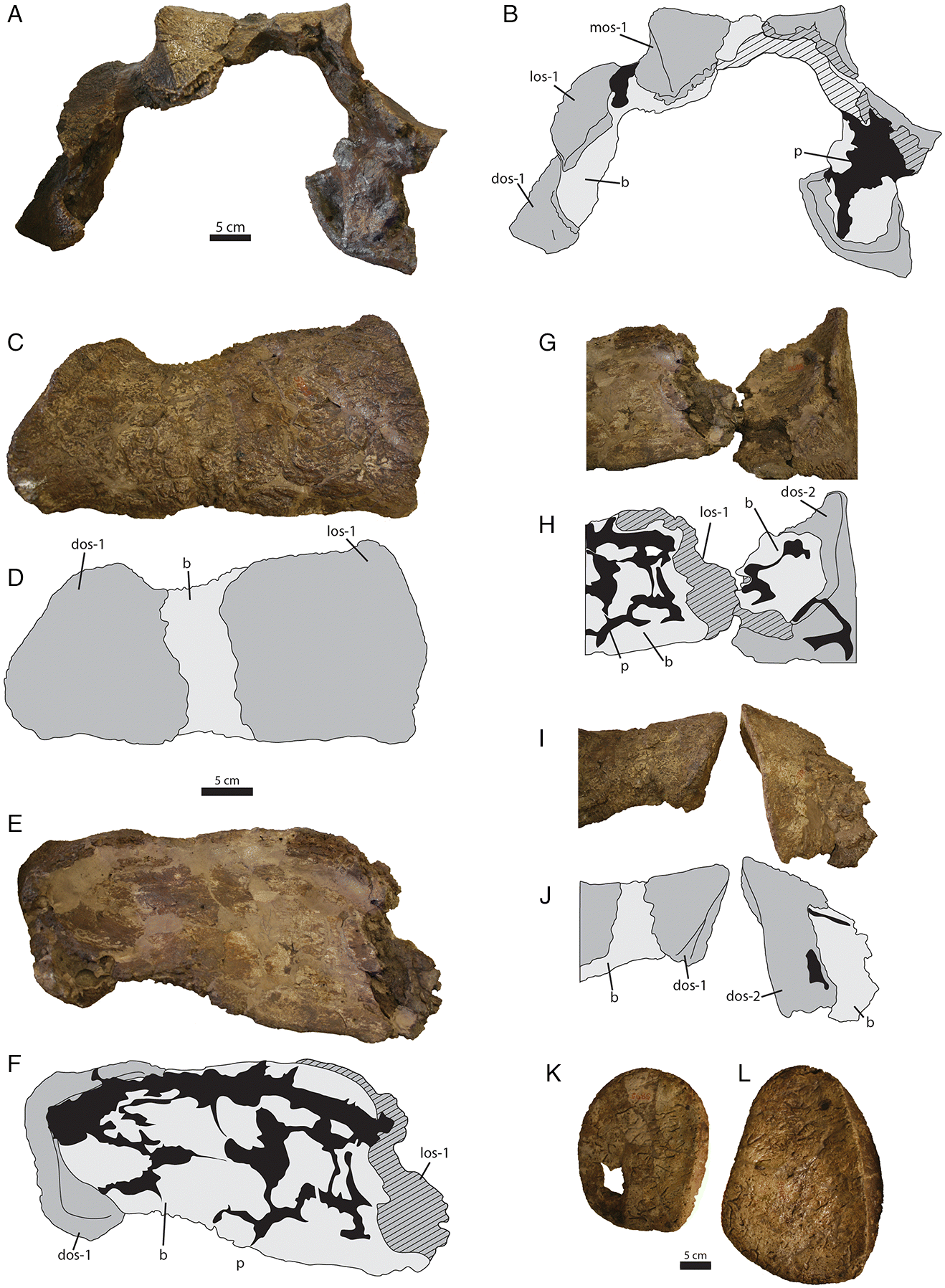
Meio anel cervical do pescoço de Euoplocephalus (A–B) comparado com fragmentos de meio anel (C–J) de Ankylosaurus (holótipo) e possível osteodermas da parte de trás (K–L)

Como outros anquilossaurídeos, o Ankylosaurus tinha semi-anéis cervicais (placas de armadura no pescoço), mas estes são conhecidos apenas a partir de fragmentos, tornando seu arranjo exato incerto. Carpenter sugeriu que, quando vistas de cima, as placas teriam sido emparelhadas, criando uma forma de V invertido no pescoço, com a lacuna da linha média provavelmente sendo preenchida com pequenos ossículos (escudos ósseos redondos) para permitir o movimento. Ele acreditava que a largura desse cinto de armadura era muito grande para caber apenas no pescoço, e que cobria a base do pescoço e continuava na região do ombro. Arbor e o paleontólogo canadense Philip J. Currie discordaram da interpretação de Carpenter em 2015 e apontaram que os fragmentos cervicais de meio anel do espécime do holótipo não se encaixavam da maneira proposta por Carpenter (embora isso pudesse ser devido à quebra). Em vez disso, eles sugeriram que os fragmentos representavam os restos de dois semi-anéis cervicais, que formavam duas placas semicirculares de armadura ao redor da parte superior do pescoço, como no Anodontosaurus e Euoplocephalus intimamente relacionados. Arbor e Mallon elaboraram essa ideia, descrevendo a forma desses semi-anéis como "gargantas contínuas em forma de U" sobre a parte superior do pescoço e sugeriram que o Anquilossauro tinha seis osteodermas com quilha com bases ovais em cada meio anel.
As primeiras osteodermas atrás do segundo semi-anel cervical teriam forma semelhante aos do primeiro semi-anel, e as do dorso provavelmente diminuíram de diâmetro para trás. As maiores osteodermas provavelmente estavam dispostos em fileiras transversais e longitudinais na maior parte do corpo, com quatro ou cinco fileiras transversais separadas por vincos na pele. As dos flancos provavelmente teriam um contorno mais quadrado do que os do dorso. Pode ter havido quatro fileiras longitudinais de osteodermas nas laterais. Ao contrário de alguns anquilossauros basais e muitos nodossauros, os anquilossauros não parecem ter escudos pélvicos co-ossificados acima de seus quadris. Algumas osteodermas sem quilhas podem ter estado presentes acima da região do quadril do Ankylosaurus, como no Euoplocephalus. O anquilossauro poderia ter três ou quatro fileiras transversais de osteodermas circulares sobre a região pélvica, que eram menores do que as do resto do corpo, como no Scolosaurus. Osteodermas menores e triangulares poderiam estar presentes nas laterais da pelve. Placas achatadas e pontiagudas assemelham-se às laterais da cauda de Saichania e podem ter sido distribuídas de forma semelhante no Ankylosaurus. Osteodermas com quilhas ovais também poderiam ser presentes na parte superior da cauda ou na lateral dos membros. Versões triangulares comprimidas destas placas encontrados em espécimes de Ankylosaurus podem ter sido presentes nas laterais da pelve ou na cauda. Osteodermas ovóides, em forma de quilha e em forma de lágrima são conhecidos do Ankylosaurus, e podem ter coberto também os membros anteriores, como as conhecidas do Pinacosaurus, mas não se sabe se os membros posteriores apresentavam esta armadura.

### Cauda

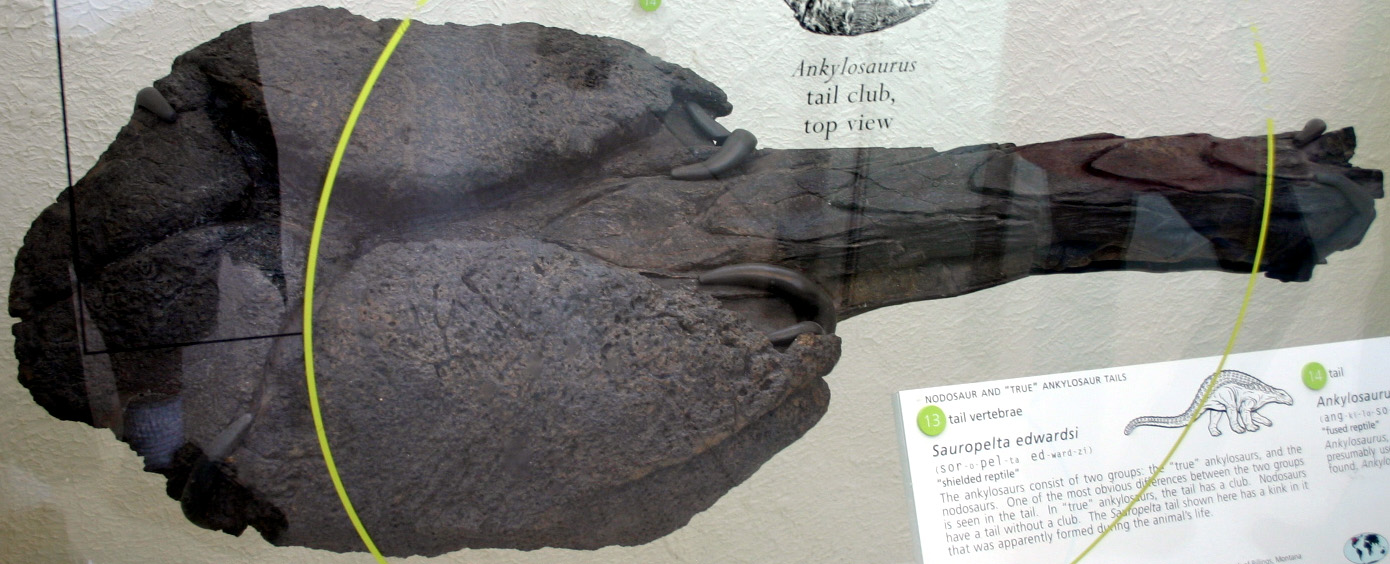
Fóssil AMNH 5214, único porrete da cauda conhecido, Museu Americano de História Natural

A clava da cauda (ou porrete da cauda) do Ankylosaurus era composto por duas grandes osteodermas, com uma fileira de versões menores na linha média e duas pequenas osteodermas na ponta; esses obscureceram a última vértebra da cauda. Como apenas a clava de cauda do espécime AMNH 5214 é conhecido, a faixa de variação entre os indivíduos é desconhecida. A clava de cauda do AMNH 5214 tem 60 cm de comprimento, 49 cm de largura e 19 cm de altura. O clube do maior espécime pode ter 57 cm de largura. A clava da cauda do Anquilossauro era semicircular quando visto de cima, semelhante aos do Euoplocephalus e do Scolosaurus, mas ao contrário das osteodermas da clava pontiaguda do Anodontosaurus ou do porrete estreito e alongado do Dyoplosaurus. As últimas sete vértebras da cauda formaram a "alça" da clava da cauda. Essas vértebras estavam em contato, sem cartilagem entre elas, e às vezes eram co-ossificadas, o que as tornava imóveis. Tendões ossificados estavam presos às vértebras na frente do porrete da cauda, e esses recursos juntos ajudaram a torná-lo rígido. As zigapófises entrelaçadas (processos articulares) e as espinhas neurais das vértebras do cabo eram em forma de U quando vistas de cima, enquanto as da maioria dos outros anquilossaurídeos são em forma de V, o que pode ser devido a clava do Anquilossauro ser mais larga. Este tamanho maior pode indicar que a cauda do anquilossauro era mais curta em relação ao comprimento do corpo do que a de outros anquilossaurídeos, ou que tinha as mesmas proporções, mas com uma clava menor.

## Classificação
Brown considerava o Ankylosaurus tão distinto que o tornou o gênero-tipo de uma nova família, Ankylosauridae, caracterizada por crânios enormes e triangulares, pescoços curtos, costas rígidas, corpos largos e osteodermas. Ele também classificou Palaeoscincus (conhecido apenas pelos dentes) e Euoplocephalus (então conhecido apenas por um crânio parcial e osteodermas) como parte da família. Devido à condição fragmentária dos restos mortais, Brown foi incapaz de distinguir totalmente entre Euoplocephalus e Ankylosaurus. Tendo para comparação apenas alguns membros incompletos da família, ele acreditava que o grupo era parte da subordem Stegosauria. Em 1923, Osborn cunhou o nome Ankylosauria, colocando assim os anquilossaurídeos em sua própria subordem.
Ankylosauria e Stegosauria agora estão agrupados dentro do clado Thyreophora. Este grupo apareceu pela primeira vez no estágio Sinemuriano do Jurássico Inferior e sobreviveu por 135 milhões de anos até desaparecer no Maastrichtiano. Eles eram comuns e habitavam uma ampla gama de ambientes. À medida que espécimes mais completos e novos gêneros foram descobertos, as teorias sobre a inter-relação dos anquilossauros tornaram-se mais complexas e as hipóteses mudaram frequentemente entre os estudos. Além de Ankylosauridae, Ankylosauria foi dividida nas famílias Nodosauridae e, às vezes, Polacanthidae (essas famílias não tinham adereços ou armas naturais nas caudas). Ankylosaurus é considerado parte da subfamília Ankylosaurinae (membros dos quais são chamados de ankylossaurinos) dentro dos Ankylosauridae. Ankylosaurus parece estar mais intimamente relacionado a Anodontosaurus e Euoplocephalus. O seguinte cladograma é baseado em um análise filogenética dos Ankylosaurinae conduzida por Arbor e Currie:
|  | Saichania                                              |
|  |                                                        |
|  | \| \| Tarchia \| \| \| \| \| \| Zaraapelta \| \| \| \| |
|  |                                                        |
|  | Tarchia                                                |
|  |                                                        |
|  | Zaraapelta                                             |
|  |                                                        |

|  | Tarchia    |
|  |            |
|  | Zaraapelta |
|  |            |

|  | Talarurus         |
|  |                   |
|  | Nodocephalosaurus |
|  |                   |

|  | Ankylosaurus   |
|  |                |
|  | Anodontosaurus |
|  |                |

|  | Scolosaurus |
|  |             |
|  | Ziapelta    |
|  |             |

|  | Ankylosaurus   |
|  |                |
|  | Anodontosaurus |
|  |                |

|  | Scolosaurus |
|  |             |
|  | Ziapelta    |
|  |             |

|  | Talarurus         |
|  |                   |
|  | Nodocephalosaurus |
|  |                   |

|  | Ankylosaurus   |
|  |                |
|  | Anodontosaurus |
|  |                |

|  | Scolosaurus |
|  |             |
|  | Ziapelta    |
|  |             |

|  | Ankylosaurus   |
|  |                |
|  | Anodontosaurus |
|  |                |

|  | Scolosaurus |
|  |             |
|  | Ziapelta    |
|  |             |

|  | Talarurus         |
|  |                   |
|  | Nodocephalosaurus |
|  |                   |

|  | Ankylosaurus   |
|  |                |
|  | Anodontosaurus |
|  |                |

|  | Scolosaurus |
|  |             |
|  | Ziapelta    |
|  |             |

|  | Ankylosaurus   |
|  |                |
|  | Anodontosaurus |
|  |                |

|  | Scolosaurus |
|  |             |
|  | Ziapelta    |
|  |             |

|  | Talarurus         |
|  |                   |
|  | Nodocephalosaurus |
|  |                   |

|  | Ankylosaurus   |
|  |                |
|  | Anodontosaurus |
|  |                |

|  | Scolosaurus |
|  |             |
|  | Ziapelta    |
|  |             |

|  | Ankylosaurus   |
|  |                |
|  | Anodontosaurus |
|  |                |

|  | Scolosaurus |
|  |             |
|  | Ziapelta    |
|  |             |

|  | Saichania                                              |
|  |                                                        |
|  | \| \| Tarchia \| \| \| \| \| \| Zaraapelta \| \| \| \| |
|  |                                                        |
|  | Tarchia                                                |
|  |                                                        |
|  | Zaraapelta                                             |
|  |                                                        |

|  | Tarchia    |
|  |            |
|  | Zaraapelta |
|  |            |

|  | Talarurus         |
|  |                   |
|  | Nodocephalosaurus |
|  |                   |

|  | Ankylosaurus   |
|  |                |
|  | Anodontosaurus |
|  |                |

|  | Scolosaurus |
|  |             |
|  | Ziapelta    |
|  |             |

|  | Ankylosaurus   |
|  |                |
|  | Anodontosaurus |
|  |                |

|  | Scolosaurus |
|  |             |
|  | Ziapelta    |
|  |             |

|  | Talarurus         |
|  |                   |
|  | Nodocephalosaurus |
|  |                   |

|  | Ankylosaurus   |
|  |                |
|  | Anodontosaurus |
|  |                |

|  | Scolosaurus |
|  |             |
|  | Ziapelta    |
|  |             |

|  | Ankylosaurus   |
|  |                |
|  | Anodontosaurus |
|  |                |

|  | Scolosaurus |
|  |             |
|  | Ziapelta    |
|  |             |

|  | Talarurus         |
|  |                   |
|  | Nodocephalosaurus |
|  |                   |

|  | Ankylosaurus   |
|  |                |
|  | Anodontosaurus |
|  |                |

|  | Scolosaurus |
|  |             |
|  | Ziapelta    |
|  |             |

|  | Ankylosaurus   |
|  |                |
|  | Anodontosaurus |
|  |                |

|  | Scolosaurus |
|  |             |
|  | Ziapelta    |
|  |             |

|  | Talarurus         |
|  |                   |
|  | Nodocephalosaurus |
|  |                   |

|  | Ankylosaurus   |
|  |                |
|  | Anodontosaurus |
|  |                |

|  | Scolosaurus |
|  |             |
|  | Ziapelta    |
|  |             |

|  | Ankylosaurus   |
|  |                |
|  | Anodontosaurus |
|  |                |

|  | Scolosaurus |
|  |             |
|  | Ziapelta    |
|  |             |

|  | Saichania                                              |
|  |                                                        |
|  | \| \| Tarchia \| \| \| \| \| \| Zaraapelta \| \| \| \| |
|  |                                                        |
|  | Tarchia                                                |
|  |                                                        |
|  | Zaraapelta                                             |
|  |                                                        |

|  | Tarchia    |
|  |            |
|  | Zaraapelta |
|  |            |

|  | Talarurus         |
|  |                   |
|  | Nodocephalosaurus |
|  |                   |

|  | Ankylosaurus   |
|  |                |
|  | Anodontosaurus |
|  |                |

|  | Scolosaurus |
|  |             |
|  | Ziapelta    |
|  |             |

|  | Ankylosaurus   |
|  |                |
|  | Anodontosaurus |
|  |                |

|  | Scolosaurus |
|  |             |
|  | Ziapelta    |
|  |             |

|  | Talarurus         |
|  |                   |
|  | Nodocephalosaurus |
|  |                   |

|  | Ankylosaurus   |
|  |                |
|  | Anodontosaurus |
|  |                |

|  | Scolosaurus |
|  |             |
|  | Ziapelta    |
|  |             |

|  | Ankylosaurus   |
|  |                |
|  | Anodontosaurus |
|  |                |

|  | Scolosaurus |
|  |             |
|  | Ziapelta    |
|  |             |

|  | Talarurus         |
|  |                   |
|  | Nodocephalosaurus |
|  |                   |

|  | Ankylosaurus   |
|  |                |
|  | Anodontosaurus |
|  |                |

|  | Scolosaurus |
|  |             |
|  | Ziapelta    |
|  |             |

|  | Ankylosaurus   |
|  |                |
|  | Anodontosaurus |
|  |                |

|  | Scolosaurus |
|  |             |
|  | Ziapelta    |
|  |             |

|  | Talarurus         |
|  |                   |
|  | Nodocephalosaurus |
|  |                   |

|  | Ankylosaurus   |
|  |                |
|  | Anodontosaurus |
|  |                |

|  | Scolosaurus |
|  |             |
|  | Ziapelta    |
|  |             |

|  | Ankylosaurus   |
|  |                |
|  | Anodontosaurus |
|  |                |

|  | Scolosaurus |
|  |             |
|  | Ziapelta    |
|  |             |

|  | Saichania                                              |
|  |                                                        |
|  | \| \| Tarchia \| \| \| \| \| \| Zaraapelta \| \| \| \| |
|  |                                                        |
|  | Tarchia                                                |
|  |                                                        |
|  | Zaraapelta                                             |
|  |                                                        |

|  | Tarchia    |
|  |            |
|  | Zaraapelta |
|  |            |

|  | Talarurus         |
|  |                   |
|  | Nodocephalosaurus |
|  |                   |

|  | Ankylosaurus   |
|  |                |
|  | Anodontosaurus |
|  |                |

|  | Scolosaurus |
|  |             |
|  | Ziapelta    |
|  |             |

|  | Ankylosaurus   |
|  |                |
|  | Anodontosaurus |
|  |                |

|  | Scolosaurus |
|  |             |
|  | Ziapelta    |
|  |             |

|  | Talarurus         |
|  |                   |
|  | Nodocephalosaurus |
|  |                   |

|  | Ankylosaurus   |
|  |                |
|  | Anodontosaurus |
|  |                |

|  | Scolosaurus |
|  |             |
|  | Ziapelta    |
|  |             |

|  | Ankylosaurus   |
|  |                |
|  | Anodontosaurus |
|  |                |

|  | Scolosaurus |
|  |             |
|  | Ziapelta    |
|  |             |

|  | Talarurus         |
|  |                   |
|  | Nodocephalosaurus |
|  |                   |

|  | Ankylosaurus   |
|  |                |
|  | Anodontosaurus |
|  |                |

|  | Scolosaurus |
|  |             |
|  | Ziapelta    |
|  |             |

|  | Ankylosaurus   |
|  |                |
|  | Anodontosaurus |
|  |                |

|  | Scolosaurus |
|  |             |
|  | Ziapelta    |
|  |             |

|  | Talarurus         |
|  |                   |
|  | Nodocephalosaurus |
|  |                   |

|  | Ankylosaurus   |
|  |                |
|  | Anodontosaurus |
|  |                |

|  | Scolosaurus |
|  |             |
|  | Ziapelta    |
|  |             |

|  | Ankylosaurus   |
|  |                |
|  | Anodontosaurus |
|  |                |

|  | Scolosaurus |
|  |             |
|  | Ziapelta    |
|  |             |

|  | Saichania                                              |
|  |                                                        |
|  | \| \| Tarchia \| \| \| \| \| \| Zaraapelta \| \| \| \| |
|  |                                                        |
|  | Tarchia                                                |
|  |                                                        |
|  | Zaraapelta                                             |
|  |                                                        |

|  | Tarchia    |
|  |            |
|  | Zaraapelta |
|  |            |

|  | Talarurus         |
|  |                   |
|  | Nodocephalosaurus |
|  |                   |

|  | Ankylosaurus   |
|  |                |
|  | Anodontosaurus |
|  |                |

|  | Scolosaurus |
|  |             |
|  | Ziapelta    |
|  |             |

|  | Ankylosaurus   |
|  |                |
|  | Anodontosaurus |
|  |                |

|  | Scolosaurus |
|  |             |
|  | Ziapelta    |
|  |             |

|  | Talarurus         |
|  |                   |
|  | Nodocephalosaurus |
|  |                   |

|  | Ankylosaurus   |
|  |                |
|  | Anodontosaurus |
|  |                |

|  | Scolosaurus |
|  |             |
|  | Ziapelta    |
|  |             |

|  | Ankylosaurus   |
|  |                |
|  | Anodontosaurus |
|  |                |

|  | Scolosaurus |
|  |             |
|  | Ziapelta    |
|  |             |

|  | Talarurus         |
|  |                   |
|  | Nodocephalosaurus |
|  |                   |

|  | Ankylosaurus   |
|  |                |
|  | Anodontosaurus |
|  |                |

|  | Scolosaurus |
|  |             |
|  | Ziapelta    |
|  |             |

|  | Ankylosaurus   |
|  |                |
|  | Anodontosaurus |
|  |                |

|  | Scolosaurus |
|  |             |
|  | Ziapelta    |
|  |             |

|  | Talarurus         |
|  |                   |
|  | Nodocephalosaurus |
|  |                   |

|  | Ankylosaurus   |
|  |                |
|  | Anodontosaurus |
|  |                |

|  | Scolosaurus |
|  |             |
|  | Ziapelta    |
|  |             |

|  | Ankylosaurus   |
|  |                |
|  | Anodontosaurus |
|  |                |

|  | Scolosaurus |
|  |             |
|  | Ziapelta    |
|  |             |

|  | Saichania                                              |
|  |                                                        |
|  | \| \| Tarchia \| \| \| \| \| \| Zaraapelta \| \| \| \| |
|  |                                                        |
|  | Tarchia                                                |
|  |                                                        |
|  | Zaraapelta                                             |
|  |                                                        |

|  | Tarchia    |
|  |            |
|  | Zaraapelta |
|  |            |

|  | Talarurus         |
|  |                   |
|  | Nodocephalosaurus |
|  |                   |

|  | Ankylosaurus   |
|  |                |
|  | Anodontosaurus |
|  |                |

|  | Scolosaurus |
|  |             |
|  | Ziapelta    |
|  |             |

|  | Ankylosaurus   |
|  |                |
|  | Anodontosaurus |
|  |                |

|  | Scolosaurus |
|  |             |
|  | Ziapelta    |
|  |             |

|  | Talarurus         |
|  |                   |
|  | Nodocephalosaurus |
|  |                   |

|  | Ankylosaurus   |
|  |                |
|  | Anodontosaurus |
|  |                |

|  | Scolosaurus |
|  |             |
|  | Ziapelta    |
|  |             |

|  | Ankylosaurus   |
|  |                |
|  | Anodontosaurus |
|  |                |

|  | Scolosaurus |
|  |             |
|  | Ziapelta    |
|  |             |

|  | Talarurus         |
|  |                   |
|  | Nodocephalosaurus |
|  |                   |

|  | Ankylosaurus   |
|  |                |
|  | Anodontosaurus |
|  |                |

|  | Scolosaurus |
|  |             |
|  | Ziapelta    |
|  |             |

|  | Ankylosaurus   |
|  |                |
|  | Anodontosaurus |
|  |                |

|  | Scolosaurus |
|  |             |
|  | Ziapelta    |
|  |             |

|  | Talarurus         |
|  |                   |
|  | Nodocephalosaurus |
|  |                   |

|  | Ankylosaurus   |
|  |                |
|  | Anodontosaurus |
|  |                |

|  | Scolosaurus |
|  |             |
|  | Ziapelta    |
|  |             |

|  | Ankylosaurus   |
|  |                |
|  | Anodontosaurus |
|  |                |

|  | Scolosaurus |
|  |             |
|  | Ziapelta    |
|  |             |

|  | Saichania                                              |
|  |                                                        |
|  | \| \| Tarchia \| \| \| \| \| \| Zaraapelta \| \| \| \| |
|  |                                                        |
|  | Tarchia                                                |
|  |                                                        |
|  | Zaraapelta                                             |
|  |                                                        |

|  | Tarchia    |
|  |            |
|  | Zaraapelta |
|  |            |

|  | Talarurus         |
|  |                   |
|  | Nodocephalosaurus |
|  |                   |

|  | Ankylosaurus   |
|  |                |
|  | Anodontosaurus |
|  |                |

|  | Scolosaurus |
|  |             |
|  | Ziapelta    |
|  |             |

|  | Ankylosaurus   |
|  |                |
|  | Anodontosaurus |
|  |                |

|  | Scolosaurus |
|  |             |
|  | Ziapelta    |
|  |             |

|  | Talarurus         |
|  |                   |
|  | Nodocephalosaurus |
|  |                   |

|  | Ankylosaurus   |
|  |                |
|  | Anodontosaurus |
|  |                |

|  | Scolosaurus |
|  |             |
|  | Ziapelta    |
|  |             |

|  | Ankylosaurus   |
|  |                |
|  | Anodontosaurus |
|  |                |

|  | Scolosaurus |
|  |             |
|  | Ziapelta    |
|  |             |

|  | Talarurus         |
|  |                   |
|  | Nodocephalosaurus |
|  |                   |

|  | Ankylosaurus   |
|  |                |
|  | Anodontosaurus |
|  |                |

|  | Scolosaurus |
|  |             |
|  | Ziapelta    |
|  |             |

|  | Ankylosaurus   |
|  |                |
|  | Anodontosaurus |
|  |                |

|  | Scolosaurus |
|  |             |
|  | Ziapelta    |
|  |             |

|  | Talarurus         |
|  |                   |
|  | Nodocephalosaurus |
|  |                   |

|  | Ankylosaurus   |
|  |                |
|  | Anodontosaurus |
|  |                |

|  | Scolosaurus |
|  |             |
|  | Ziapelta    |
|  |             |

|  | Ankylosaurus   |
|  |                |
|  | Anodontosaurus |
|  |                |

|  | Scolosaurus |
|  |             |
|  | Ziapelta    |
|  |             |

|  | Saichania                                              |
|  |                                                        |
|  | \| \| Tarchia \| \| \| \| \| \| Zaraapelta \| \| \| \| |
|  |                                                        |
|  | Tarchia                                                |
|  |                                                        |
|  | Zaraapelta                                             |
|  |                                                        |

|  | Tarchia    |
|  |            |
|  | Zaraapelta |
|  |            |

|  | Talarurus         |
|  |                   |
|  | Nodocephalosaurus |
|  |                   |

|  | Ankylosaurus   |
|  |                |
|  | Anodontosaurus |
|  |                |

|  | Scolosaurus |
|  |             |
|  | Ziapelta    |
|  |             |

|  | Ankylosaurus   |
|  |                |
|  | Anodontosaurus |
|  |                |

|  | Scolosaurus |
|  |             |
|  | Ziapelta    |
|  |             |

|  | Talarurus         |
|  |                   |
|  | Nodocephalosaurus |
|  |                   |

|  | Ankylosaurus   |
|  |                |
|  | Anodontosaurus |
|  |                |

|  | Scolosaurus |
|  |             |
|  | Ziapelta    |
|  |             |

|  | Ankylosaurus   |
|  |                |
|  | Anodontosaurus |
|  |                |

|  | Scolosaurus |
|  |             |
|  | Ziapelta    |
|  |             |

|  | Talarurus         |
|  |                   |
|  | Nodocephalosaurus |
|  |                   |

|  | Ankylosaurus   |
|  |                |
|  | Anodontosaurus |
|  |                |

|  | Scolosaurus |
|  |             |
|  | Ziapelta    |
|  |             |

|  | Ankylosaurus   |
|  |                |
|  | Anodontosaurus |
|  |                |

|  | Scolosaurus |
|  |             |
|  | Ziapelta    |
|  |             |

|  | Talarurus         |
|  |                   |
|  | Nodocephalosaurus |
|  |                   |

|  | Ankylosaurus   |
|  |                |
|  | Anodontosaurus |
|  |                |

|  | Scolosaurus |
|  |             |
|  | Ziapelta    |
|  |             |

|  | Ankylosaurus   |
|  |                |
|  | Anodontosaurus |
|  |                |

|  | Scolosaurus |
|  |             |
|  | Ziapelta    |
|  |             |

Como o Ankylosaurus e outros anquilossaurídeos norte-americanos do Cretáceo Superior se agruparam com gêneros asiáticos (em uma tribo denominada Ankylosaurini), Arbor e Currie sugeriram que os anquilossaurídeos norte-americanos anteriores foram extintos no final nos estágios do Albiano ou Cenomaniano do Cretáceo Médio. Depois disso, os anquilossaurídeos recolonizaram a América do Norte da Ásia durante o Campaniano ou Turoniano, já no Cretáceo Superior, e de lá se diversificaram novamente, levando a gêneros como Ankylosaurus, Anodontosaurus e Euoplocephalus. Isso explica uma lacuna de 30 milhões de anos no registro fóssil de anquilossaurídeos norte-americanos entre essas idades.

## Paleobiologia

### Alimentação

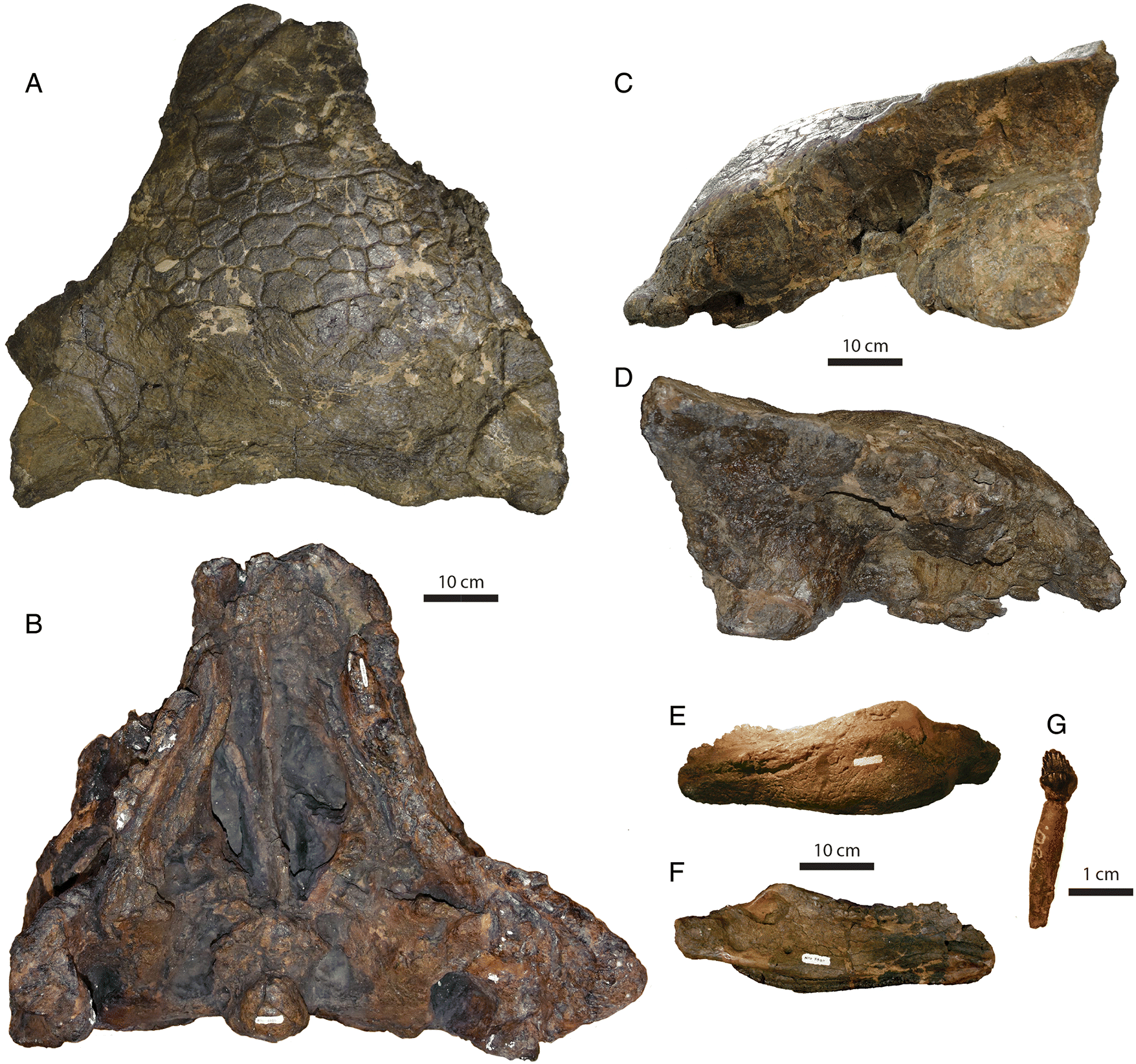
Crânio do espécime CMN 8880, o maior conhecido anquilossaurídeo, incluindo maxilar inferior (E–F) e dente (G)

Como outros ornitísquios, o Anquilossauro era herbívoro. Seu focinho largo foi adaptado para cortes não seletivos de pastagem, embora não na extensão vista em alguns gêneros relacionados, especialmente Euoplocephalus. Embora os anquilossauros possam não ter se alimentado de plantas fibrosas e lenhosas, eles podem ter uma dieta variada, incluindo folhas duras e frutas carnudas. O anquilossauro provavelmente se alimentava de samambaias abundantes e arbustos de baixo crescimento. Supondo que fosse endotérmico, o Anquilossauro teria comido 60 quilos de samambaias por dia, semelhante à quantidade de vegetação seca que um grande elefante consumiria. Os requisitos para nutrição poderiam ter sido atendidos de forma mais eficaz se o Ankylosaurus comesse frutas, para as quais seus pequenos dentes semelhantes a cúspides e a forma de seu bico parecem bem adaptados, em comparação com, por exemplo, Euoplocephalus. Certos invertebrados, cujos dentes pequenos podem ter sido adaptados para manuseio, também podem ter fornecido nutrição suplementar.

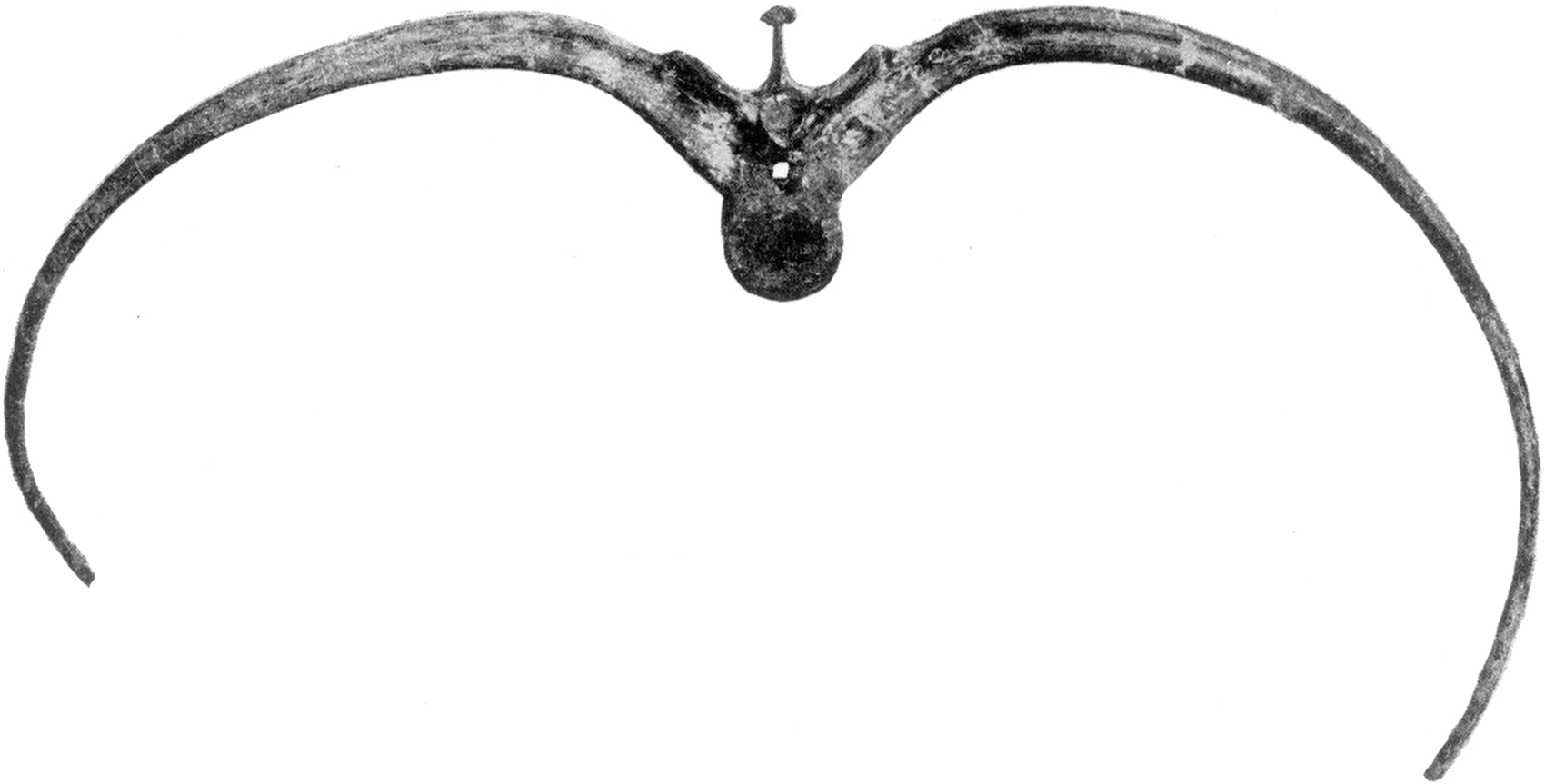
Vértebra posterior com costelas fundidas do holótipo. O corpo largo abrigava um grande sistema digestivo

Fósseis de dentes de Ankylosaurus exibem desgaste na face da coroa e não na ponta da coroa, como nos anquilossauros nodosaurídeos. Em 1982, Carpenter atribuiu ao bebê Ankylosaurus dois dentes muito pequenos que se originam das formações Lance e Hell Creek e medem 3,2 a 3,3 mm de comprimento, respectivamente. O dente menor está muito desgastado, levando Carpenter a sugerir que os anquilossaurídeos em geral ou pelo menos os jovens não engoliam a comida inteira, mas empregavam algum tipo de mastigação. Como o Anquilossauro adulto mastigava pouco sua comida, ele passaria menos tempo durante o dia forrageando do que um elefante. Com base na largura da caixa torácica, a digestão de alimentos não mastigados pode ter sido facilitada pela fermentação do intestino posterior, como nos lagartos herbívoros modernos, que possuem várias câmaras em seu cólon aumentado.
Em 1969, o paleontólogo austríaco Georg Haas concluiu que, apesar do grande tamanho dos crânios dos anquilossauros, a musculatura associada era relativamente fraca. Ele também achava que o movimento da mandíbula era limitado a movimentos para cima e para baixo. Extrapolando a partir disso, Haas sugeriu que os anquilossauros comiam vegetação não abrasiva relativamente macia. Pesquisas posteriores sobre Euoplocephalus indicam que o movimento da mandíbula para frente e para os lados era possível nesses animais, o crânio sendo capaz para suportar forças consideráveis. Um estudo de 2016 da oclusão dentária (contato entre os dentes) de espécimes de anquilossauro descobriu que a capacidade de movimento da mandíbula para trás (palinal) evoluiu independentemente em diferentes linhagens de anquilossauros, incluindo anquilossaurídeos norte-americanos do Cretáceo Superior como Ankylosaurus e Euoplocephalus.
Um espécime do anquilossauro, Pinacosaurus, preserva grandes paraglossálias (ossos triangulares ou cartilagens localizadas na língua) que mostram sinais de estresse muscular, e acredita-se que essa seja uma característica comum dos anquilossauros. Os pesquisadores que examinaram o espécime sugeriram que os anquilossauros dependiam fortemente de línguas musculares e hiobranchia (ossos da língua) quando se alimentavam, já que seus dentes eram bastante pequenos e eram substituídos em um ritmo relativamente lento. Algumas salamandras modernas têm ossos de língua semelhantes e usam línguas preênseis para pegar comida. A posição retraída das narinas do Ankylosaurus foi comparada às dos lagartos Anfisbena e das cobras cegas, e embora provavelmente não fosse um animal escavador, o focinho do Ankylosaurus pode indicar um comportamento de movimentação de terra. Esses fatores, bem como a baixa taxa de formação de dentes em anquilossauros em comparação com outros ornitísquios, indicam que o anquilossauro pode ter sido onívoro (comendo tanto matéria vegetal quanto animal). Também pode (ou alternativamente) ter cavado no solo para raízes e tubérculos.

### Espaços aéreos e sentidos

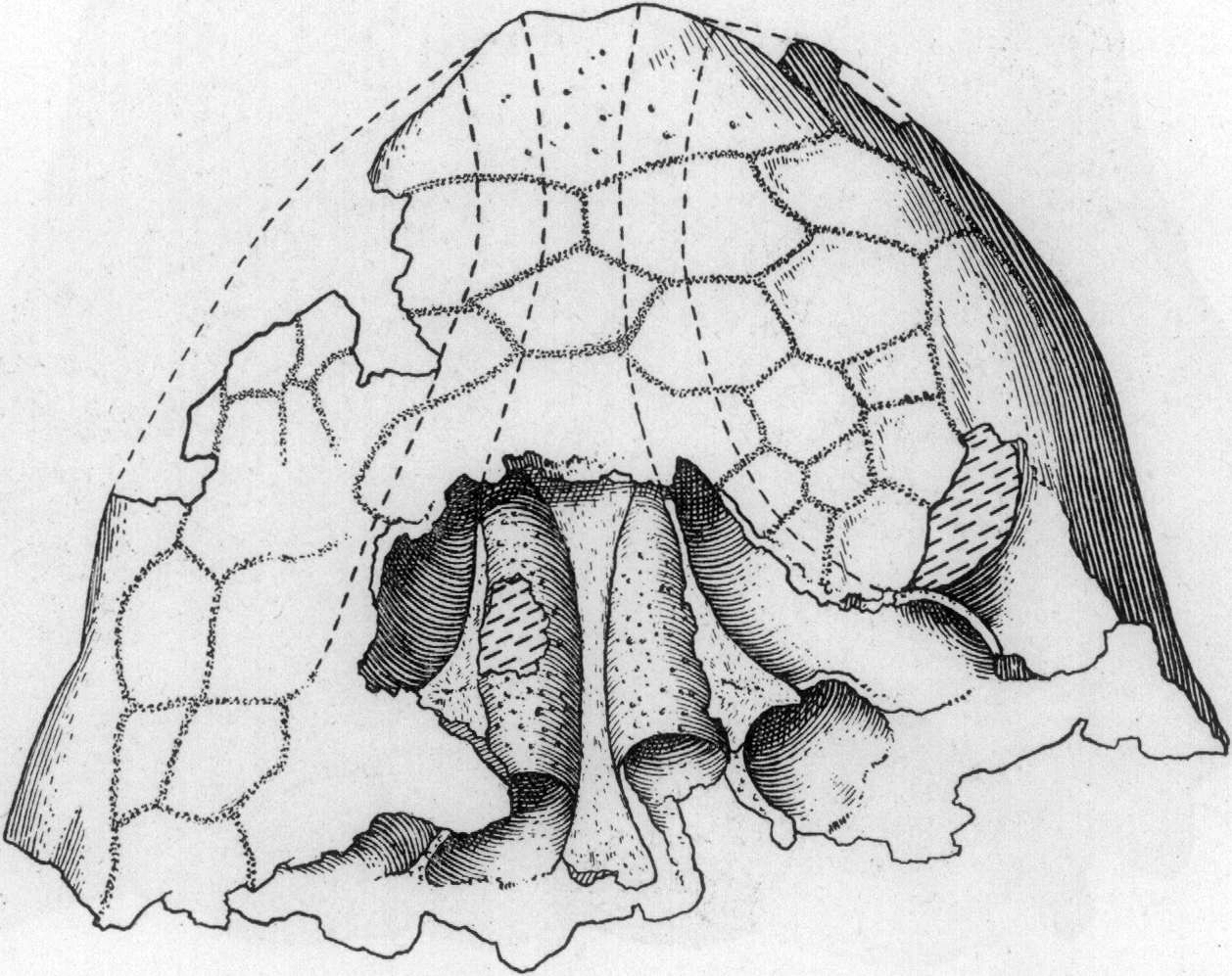
Diagrama mostrando as câmaras nasais no interior do focinho (holótipo)

Em 1977, a paleontóloga polonesa Teresa Maryańska propôs que os complexos seios e cavidades nasais dos anquilossaurídeos podem ter aliviado o peso do crânio, abrigado uma glândula nasal ou agido como uma câmara para ressonância vocal. Carpenter rejeitou essas hipóteses, argumentando que os animais tetrápodes emitem sons pela laringe, não pelas narinas, e que a redução de peso foi mínima, pois os espaços representavam apenas uma pequena porcentagem do volume do crânio. Ele também considerou uma glândula improvável e observou que os seios da face podem não ter tido nenhuma função específica. Também foi sugerido que as vias respiratórias foram usadas para realizar um tratamento mamífero do ar inalado, com base na presença e disposição de ossos especializados.
Um estudo de 2011 das passagens nasais de Euoplocephalus pelo paleontólogo japonês Tetsuto Miyashita e colegas apoiou sua função como um sistema de equilíbrio de calor e água, observando o extenso sistema de vasos sanguíneos e uma área de superfície aumentada para a membrana mucosa (usada para troca de calor e água em animais modernos). Os pesquisadores também apoiaram a ideia das alças atuando como uma câmara de ressonância, comparável às passagens nasais alongadas de um antílope saiga e à traquéia circular de grous e cisnes. Reconstruções da orelha interna sugerem adaptação à audição em baixas frequências, como os sons ressonantes de baixa tonalidade possivelmente produzidos pelas fossas nasais. Eles contestaram a possibilidade de que o looping esteja relacionado ao olfato, já que a região responsável por captar cheiros é empurrada para os lados da via aérea principal.
De acordo com Carpenter, a forma das câmaras nasais do Ankylosaurus indica que o fluxo de ar era unidirecional (passando pelos pulmões durante a inalação e a exalação), embora também pudesse ser bidirecional na câmara nasal posterior, com o ar direcionado para os lobos olfativos. A região olfativa aumentada dos anquilossaurídeos indica um olfato bem desenvolvido. Embora a retração posterior das narinas seja observada em animais aquáticos e animais com probóscide, é improvável que qualquer uma das possibilidades se aplique ao Ankylosaurus, pois as narinas tendem a ser reduzidas ou a pré-maxila estendida. Além disso, embora as narinas amplamente separadas possam ter permitido o estereo-olfato (onde cada narina sente cheiros de diferentes direções), como foi proposto para o alce, pouco se sabe sobre esse recurso. A posição das órbitas do Ankylosaurus sugere alguma visão estereoscópica.

### Movimentos dos membros

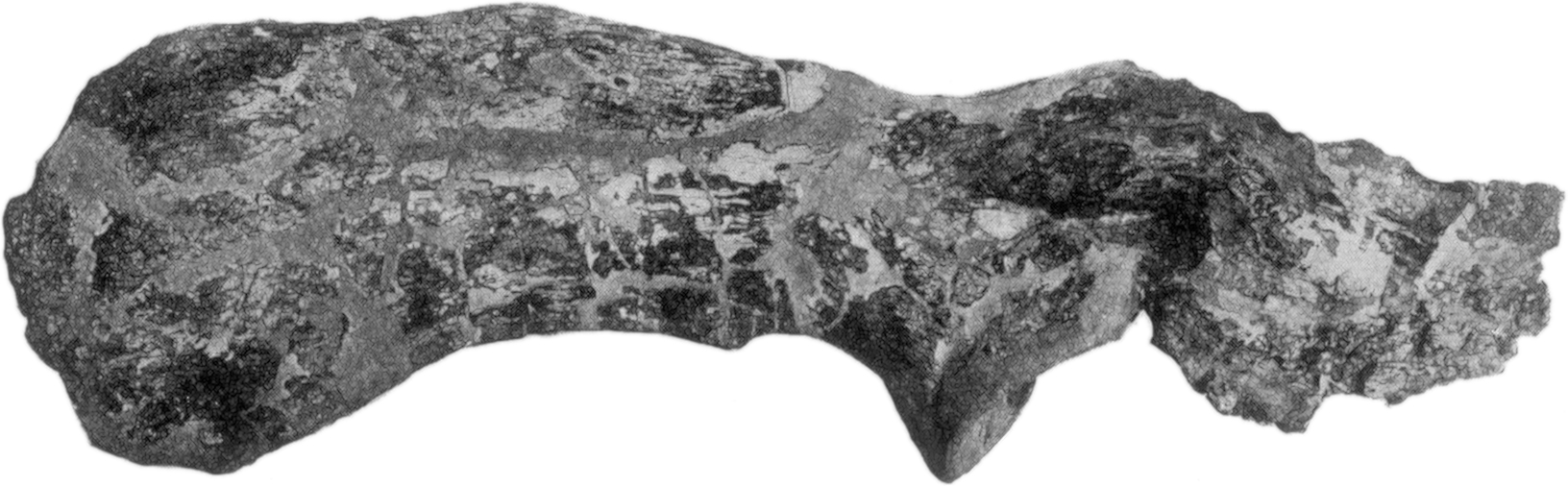
Escápula e coracóide do holótipo

Reconstruções da musculatura dos membros anteriores de anquilossauros feitas por Coombs em 1978 sugerem que os membros anteriores suportavam a maior parte do peso do animal e foram adaptados para entrega de alta força nas patas dianteiras, possivelmente para coleta de alimentos. Além disso, Coombs sugeriu que os anquilossauros podem ter sido escavadores capazes, embora a estrutura semelhante a um casco do manus tenha limitado a atividade fossorial. Os anquilossauros provavelmente eram animais lentos e lerdos, embora pudessem ser capazes de movimentos rápidos quando necessário.

### Crescimento
Os chifres escamosos do maior espécime de Ankylosaurus são mais arredondados do que os do menor espécime, o que também é o caso do Euoplocephalus, e isso pode representar variação ontogenética (relacionada ao desenvolvimento do crescimento). Estudos de espécimes de Pinacosaurus de diferentes idades descobriram que, durante o desenvolvimento ontogenético, as costelas dos anquilossauros juvenis se fundiam com suas vértebras. Os membros anteriores aumentaram fortemente em robustez, enquanto os membros posteriores não se tornaram maiores em relação ao resto do esqueleto, mais uma evidência de que os braços suportaram a maior parte do peso. Nos semi-anéis cervicais, a banda óssea subjacente desenvolveu protuberâncias conectando-a com as osteodermas subjacentes, que se fundiram simultaneamente. No crânio, as placas ósseas médias ossificaram primeiro no focinho e na borda posterior, com a ossificação estendendo-se gradualmente em direção às regiões intermediárias. No resto do corpo, a ossificação progrediu do pescoço para trás na direção da cauda.

### Defesa

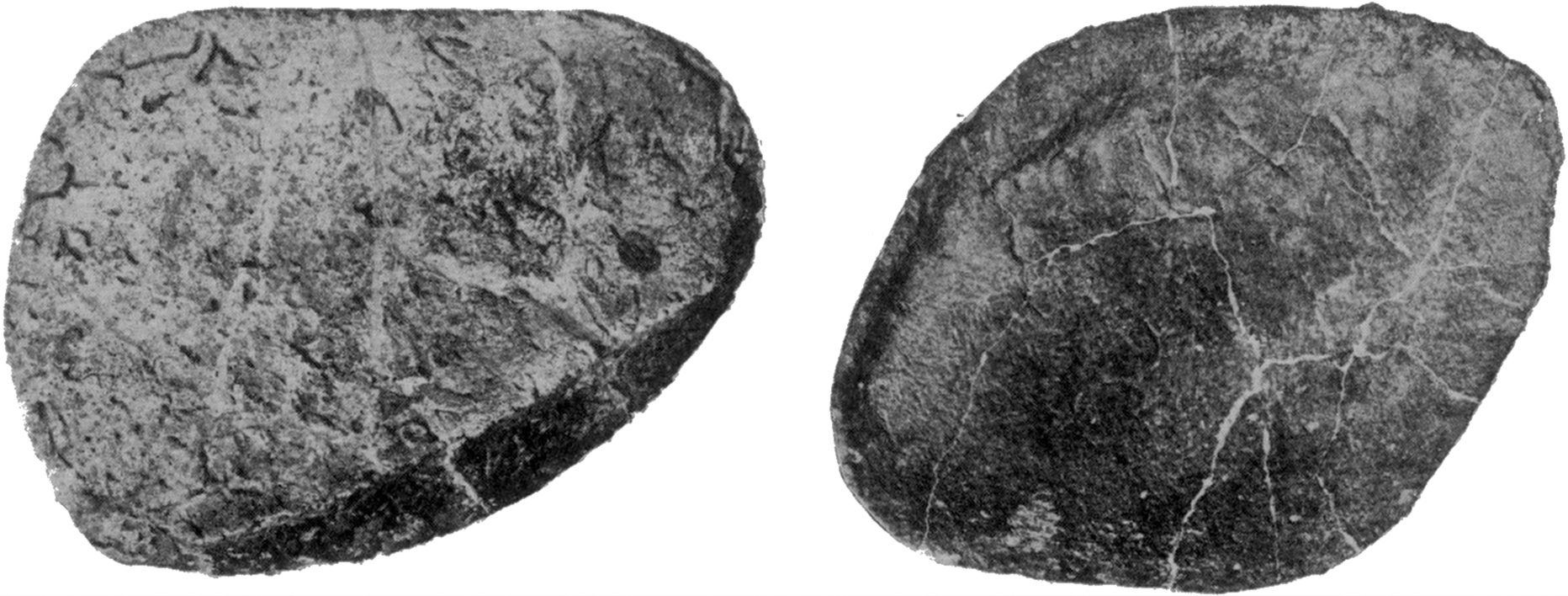
Possível osteoderma traseira (holótipo), em vista externa e interna

As osteodermas do Ankylosaurus eram finas em comparação com os de outros anquilossaurídeos e parecem ter sido fortalecidos por almofadas distribuídas aleatoriamente por fibras de colágeno. Estruturalmente semelhantes às fibras de Sharpey, elas foram incorporadas diretamente no tecido ósseo, uma característica exclusiva dos anquilossaurídeos. Isso teria fornecido aos anquilossaurídeos uma cobertura de armadura leve e altamente durável, resistente à quebra e à penetração dos dentes dos predadores. Os ossos palpebrais sobre os olhos podem ter fornecido proteção adicional para eles. Carpenter sugeriu em 1982 que a armadura fortemente vascularizada também pode ter desempenhado um papel na termorregulação como nos crocodilianos modernos.

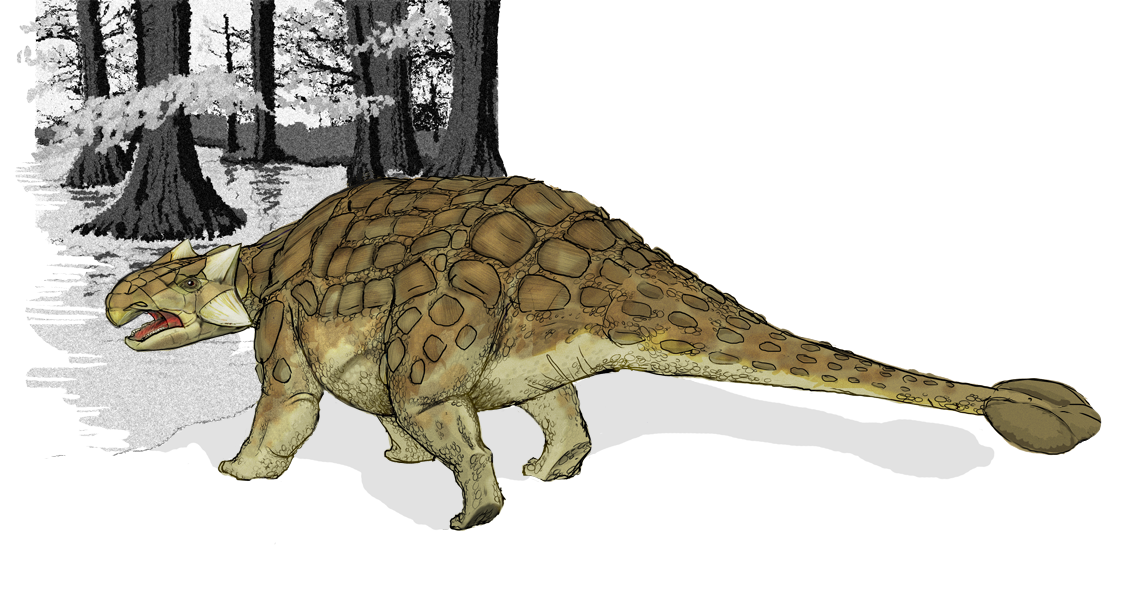
Restauração de Ankylosaurus exibindo sua clava da cauda

A clava da cauda do Ankylosaurus parece ter sido uma arma defensiva ativa, capaz de produzir impacto suficiente para quebrar os ossos de um agressor. Os tendões da cauda eram parcialmente ossificados e pouco elásticos, permitindo que grande força fosse transmitida ao porrete quando este era usado como arma. Coombs sugeriu em 1979 que vários músculos dos membros posteriores teriam controlado o balanço da cauda, e que golpes violentos da clava teriam sido capazes de quebrar os ossos metatarsos de grandes terópodes.
Um estudo de 2009 estimou que os anquilossaurídeos poderiam balançar suas caudas em 100 graus lateralmente, o que faria a clava ter um momento de inércia reduzido e seria, portanto, uma arma eficaz. O estudo também descobriu que, embora as clavas da cauda dos anquilossaurídeos adultos fossem capazes de quebrar ossos, os dos juvenis não eram. Apesar da viabilidade de balançar a cauda, os pesquisadores não puderam determinar se os anquilossaurídeos usavam suas caudas para defesa contra predadores em potencial, em combate intraespecífico ou ambos. Outros estudos encontraram evidências de anquilossaurídeos usando suas clavas de cauda para combate intraespecífico. Um espécime de Tarchia mostrou sinais de lesão na área pélvica e na cauda e a clava foi encontrada assimétrica, um sinal de desgaste pelos golpes.
Em 1993, Tony Thulborn propôs que a clava da cauda dos anquilossaurídeos agia principalmente como uma isca para a cabeça, pois ele achava a cauda muito curta e inflexível para ter um alcance efetivo; a "cabeça falsa" atrairia um predador para perto da cauda, onde poderia ser atingido. Carpenter rejeitou essa ideia, já que o formato da clava é altamente variável entre os anquilossaurídeos, mesmo no mesmo gênero.

## Paleoecologia

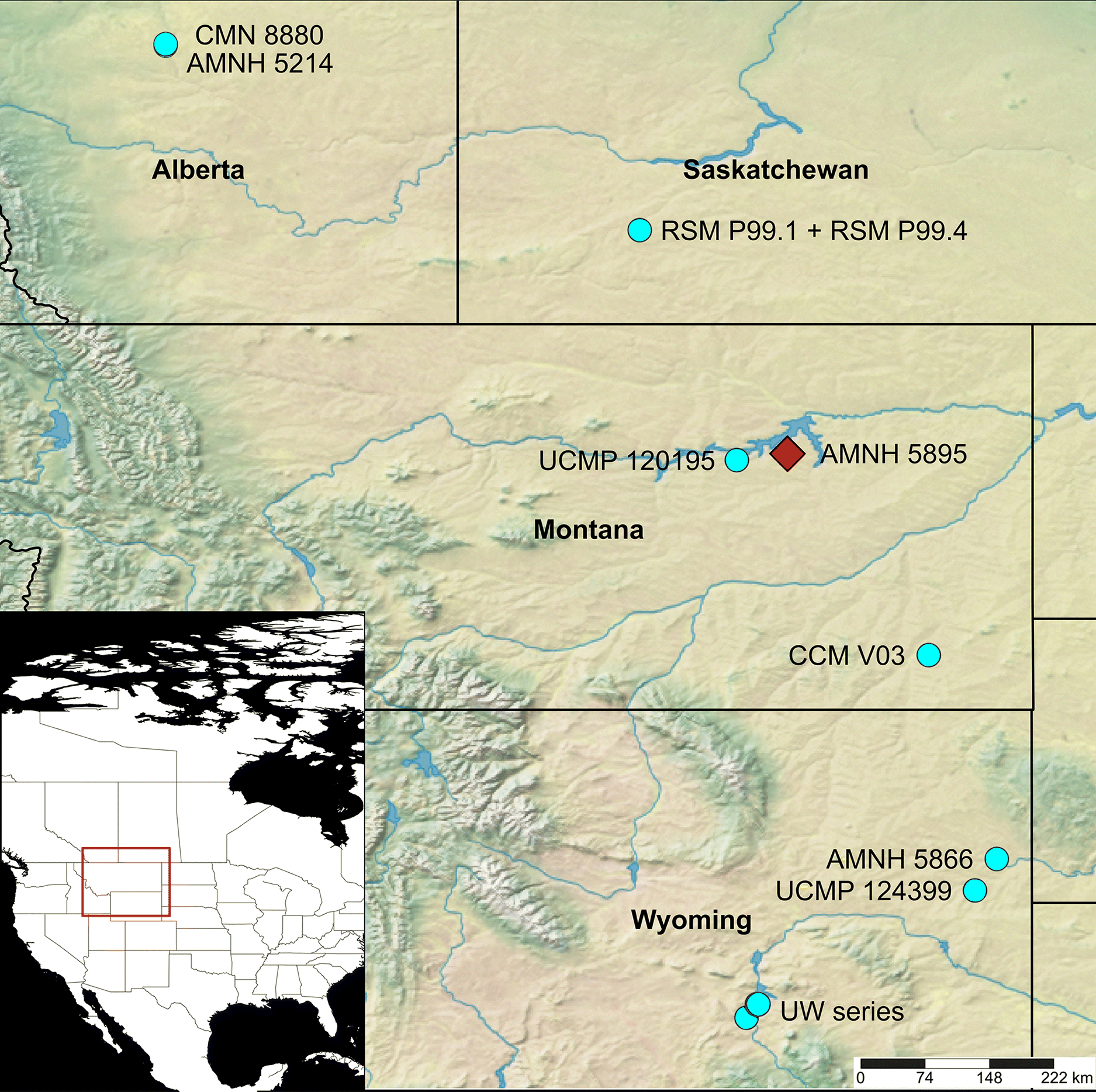
Mapa mostrando onde os fósseis de Ankylosaurus foram descoberto; O holótipo é mostrado em vermelho (◆)

Os fósseis encontrados de anquilossauro datavam do fim do período Cretáceo, o que coloca o anquilossauro como um dos últimos dinossauros a existir antes da extinção do Cretáceo-Paleogeno. Acredita-se que tenha surgido há cerca de 67 milhões de anos. O espécime tipo é da Formação Hell Creek de Montana, enquanto outros espécimes foram encontrados nas formações Lance e Ferris em Wyoming, na Formação Scollard em Alberta e na Formação Frenchman em Saskatchewan, todas datadas do final do Cretáceo.
Fósseis de Ankylosaurus são raros nos sedimentos de que é conhecido, e a distribuição de seus restos sugere que era ecologicamente raro, ou restrito às terras altas das formações, onde seria menos provável fossilizar, em vez das planícies costeiras. Outro anquilossauro, um nodossaurídeo conhecido como Edmontonia sp., também é encontrado nas mesmas formações, mas, segundo Carpenter, o alcance dos dois gêneros não parece ter se sobreposto. Seus restos mortais até agora não foram encontrados nas mesmas localidades, e o nodossauro parece ter habitado as terras baixas. O focinho mais estreito do nodossauro sugere que ele tinha uma dieta mais seletiva que o Ankylosaurus, indicando ainda separação ecológica, se seu alcance se sobrepôs ou não.
Com seu baixo centro de gravidade, o Ankylosaurus seria incapaz de derrubar árvores como os elefantes modernos fazem. Também era incapaz de mastigar a casca e, portanto, é improvável que praticasse a remoção da casca de troncos de árvores. Quando adulto, ele não parece ter se reunido em grupos (embora alguns anquilossauros pareçam ter se reunido quando jovens). Portanto, é improvável que o Ankylosaurus tenha sido capaz de modificar a paisagem de seu ecossistema da maneira que os elefantes o fazem; os hadrossaurídeos podem ter tido esse papel de "engenheiro de ecossistemas".
As formações onde os fósseis de Ankylosaurus foram encontrados representam diferentes seções da costa oeste do Mar Interior Ocidental dividindo oeste e leste da América do Norte durante o Cretáceo, uma ampla planície costeira que se estende para o oeste desde o mar até as recém-formadas Montanhas Rochosas. Essas formações são compostas em grande parte por arenito e lamito, que têm sido atribuídos a ambientes de várzea. As regiões onde Ankylosaurus e outros anquilossauros do Cretáceo Superior foram encontrados tinham um clima subtropical/temperado quente, que era de monções, tinha chuvas ocasionais, tempestades tropicais e incêndios florestais. Na Formação Hell Creek, muitos tipos de plantas foram suportados, principalmente angiospermas, com coníferas menos comuns, samambaias e cicas. Uma abundância de folhas fósseis encontradas em dezenas de locais diferentes indica que a área era amplamente florestada por pequenas árvores. O anquilossauro compartilhava seu ambiente com outros dinossauros que incluíam os ceratopsídeos Triceratops e Torosaurus, o hipsilofodonte Thescelosaurus, o hadrossaurídeo Edmontosaurus, um nodossauro indeterminado, o paquicefalossaurídeo Pachycephalosaurus e os terópodes Struthiomimus, Ornithomimus, Pectinodon e Tyrannosaurus.